# Планета
Плане́та (др.-греч. πλανήτης, альтернати́вная фо́рма др.-греч. πλάνης — «странник») — небесное тело, вращающееся по орбите вокруг звезды или её остатков, достаточно массивное, чтобы стать округлым под действием собственной гравитации, но недостаточно массивное для начала термоядерной реакции, и сумевшее очистить окрестности своей орбиты от планетезималей.
Планетами (др.-греч. πλανήτης, от др.-греч. πλάνης — «странник») греки называли т. н. «блуждающие звёзды».
В свою очередь «блуждающие звёзды» связаны с представлением о неподвижной «небесной сфере», по которой они, в отличие «закреплённых» звёзд созвездий, и совершают свои «путешествия».
Во многих ранних культурах планеты рассматривались как носители божественного начала или, по крайней мере, статуса божественных эмиссаров. По мере развития науки представления о планетах менялись в немалой степени и благодаря открытию новых объектов и обнаружению различий между ними.
В понимании учёных птолемеевской эпохи планеты вращались вокруг Земли по круговым орбитам, их неравномерное движение по небу объяснялось с помощью эпициклов. Идея обратного — что на самом деле Земля подобно другим планетам вращается вокруг Солнца — выдвигалась не раз, но лишь в XVII столетии она была обоснована по результатам наблюдений Тихо Браге, полученных ещё до появления первых телескопов, сделанных Галилео Галилеем. Благодаря тщательному анализу данных Иоганн Кеплер обнаружил, что орбиты планет не круглые, а эллиптические. Поскольку инструменты наблюдений улучшались, астрономы установили, что, как и Земля, планеты вращаются вокруг наклонённой к плоскости своей орбиты оси и обладают такими особенностями, свойственными Земле, как смена сезонов. С рассветом космической эры близкие наблюдения позволили обнаружить и на других планетах Солнечной системы вулканическую деятельность, тектонические процессы, ураганы и даже присутствие воды.
Планеты можно поделить на два основных класса: большие, имеющие невысокую плотность планеты-гиганты, и менее крупные землеподобные планеты, имеющие твёрдую поверхность. Согласно определению Международного астрономического союза, в Солнечной системе 8 планет. В порядке удаления от Солнца — четыре землеподобных: Меркурий, Венера, Земля, Марс, затем четыре планеты-гиганта: Юпитер, Сатурн, Уран и Нептун. В Солнечной системе также есть по крайней мере 5 карликовых планет: Плутон (до 2006 года считавшийся девятой планетой), Макемаке, Хаумеа, Эрида и Церера. За исключением Меркурия и Венеры, вокруг всех планет обращается хотя бы по одному спутнику.
Начиная с 1992 года, с открытием сотен планет вокруг других звёзд, названных экзопланетами, стало понятным, что планеты можно обнаружить в Галактике везде, и они имеют много общего с планетами Солнечной системы. В 2006 году Международный астрономический союз дал новое определение планеты, что вызвало как одобрение, так и критику со стороны учёного сообщества, продолжаемую некоторыми учёными до сих пор.
По состоянию на 16 июня 2022 года достоверно подтверждено существование 5098 экзопланет в 3770 планетных системах, из которых в 825 имеется более одной планеты. Размеры известных экзопланет лежат в пределах от размеров планет земной группы до более крупных, чем планеты-гиганты.

## Планетные системы

### Состав планетных систем

Экзопланеты по годам открытия

Первое подтверждённое открытие экзопланеты на орбите вокруг звезды главной последовательности произошло 6 октября 1995 года, когда Мишель Майор и Дидье Кело из Женевского университета объявили об обнаружении планеты около 51 Пегаса. Масса большинства известных экзопланет сопоставима с массой Юпитера или ещё больше (иногда во много раз), но известны и менее крупные. Наименьшие из открытых экзопланет до настоящего времени были обнаружены у пульсара (остатка звезды) под обозначением PSR 1257+12. Известна по крайней мере дюжина экзопланет между 10 и 20 земными массами, как, например, те, что вращаются вокруг Мю Жертвенника, 55 Рака и GJ 436. Эти планеты иногда называют «нептуны», потому что по своей массе они близки к Нептуну (17 земных). Другая категория экзопланет называется «сверхземлями» — возможно, это землеподобные миры, более крупные, чем Земля, но меньшие, чем Уран или Нептун. На настоящий момент известно примерно 20 возможных сверхземель и в их числе: Глизе 876 d (примерно 6 масс Земли), OGLE-2005-BLG-390L b и MOA-2007-BLG-192L b, холодные, ледяные миры, обнаруженные при помощи гравитационного микролинзирования, COROT-7b, с диаметром около 1,7 земных (что делает её самой маленькой известной сверхземлёй из найденных), но с радиусом орбиты в 0,02 а. е., что, вероятно, означает наличие расплавленной поверхности с температурой около 1000—1500 °C, и пять из шести планет на орбите вокруг соседнего красного карлика Глизе 581. Экзопланета Глизе 581 d примерно в 7,7 раз массивнее Земли, а Глизе 581 c — в 5 раз, и, как первоначально думали, может быть первой землеподобной экзопланетой, расположенной в зоне обитаемости. Однако более детальные наблюдения позволили установить, что планета слишком близка к звезде, чтобы быть пригодной для жизни. Жизнепригодной могла бы быть самая дальняя планета в системе, Глизе 581 d, но это возможно только при наличии в её атмосфере достаточного количества парниковых газов, способных поднять температуру до подходящих значений.

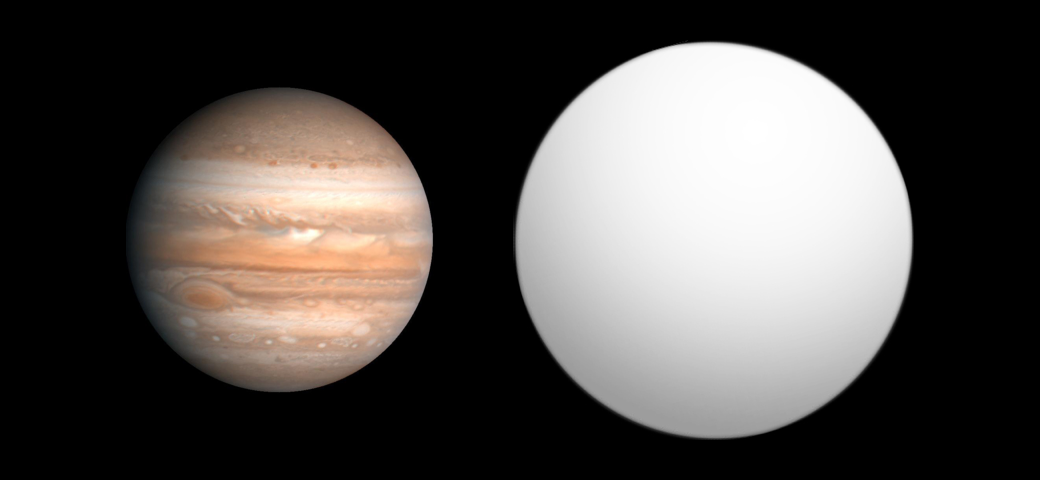
Сравнение размеров HR 8799 c (серый) с Юпитером. Большинство экзопланет, обнаруженных к настоящему времени, размером с Юпитер, или крупнее

До сих пор не до конца ясно, напоминают ли открытые экзопланеты газовые гиганты и планеты земной группы Солнечной системы, или же они не совсем похожи, и некоторые из них относятся к доселе теоретическим типам, как, например, аммиачные гиганты или углеродные планеты. В частности, множество недавно открытых экзопланет, известных как горячие юпитеры, обращаются экстремально близко к материнским звёздам, по почти круговым орбитам. Поэтому они получают значительно больше звёздной радиации, чем газовые гиганты в Солнечной системе, что ставит под вопрос принадлежность их к тому же типу. Существует также подкласс горячих юпитеров, называемый хтонические планеты, обращавшиеся на орбите вокруг материнских звёзд так близко, что звёздная радиация сдула их атмосферу. Несмотря на то, что немало горячих юпитеров находятся в процессе потери атмосферы, до сих пор подтверждённых хтонических планет обнаружено не было.
Более подробные данные наблюдений за экзопланетами требуют нового поколения инструментов, включая космические телескопы. В настоящее время COROT ищет экзопланеты на основании наблюдений за изменениями яркости звёзд, вызванными прохождениями экзопланет. Множество проектов в последнее время предполагают создание космических телескопов для поиска экзопланет, сопоставимых по размерам и массе с Землёй. Первый из них уже реализован NASA: Кеплер — первый телескоп, созданный специально для этих целей. Пока не имеют точной даты реализации проекты Terrestrial Planet Finder, Space Interferometry Mission и PEGASE. New Worlds Mission может работать заодно с «Джеймсом Веббом». Однако программа финансирования многих из этих проектов пока не утверждена. В 2007 году был получен первый спектральный анализ экзопланет (HD 209458 b и HD 189733 b). Наличие достаточного количества землеподобных планет, согласно уравнению Дрейка, повышает вероятность существования разумных коммуникативных цивилизаций.

#### Объекты планетарной массы
Объект планетарной массы (ОПМ, планемо) — небесное тело, чья масса позволяет ему попадать в диапазон определения планеты, то есть его масса больше, чем у малых тел, но недостаточна для начала термоядерной реакции по образу и подобию коричневого карлика или звезды. Понятие ОПМ более широкое, чем понятие планеты. Оно охватывает не только планеты, но и другие объекты — например, планеты в «свободном плавании», не обращающиеся вокруг звёзд, которые могут быть «планетами-сиротами», покинувшими свою систему, или объекты, появившиеся в ходе коллапса газового облака — вместо типичной для большинства планет аккреции из протопланетного диска (их обычно называют субкоричневыми карликами).

#### Планета-сирота
Некоторые компьютерные модели формирования звёзд и планетарных систем показывают, что определённые «объекты планетарной массы» могут покинуть свою систему и уйти в межзвёздное пространство. Некоторые учёные утверждали, что такие объекты уже нашли свободно блуждающими в космосе и их следует классифицировать как планеты, хотя другие предположили, что они могут быть и маломассивными звёздами.

#### Субкоричневые карлики
При гравитационном коллапсе газового облака могут образовываться не только звёзды, но и меньшие объекты. Объекты планетарной массы, образовавшиеся таким способом, называют субкоричневыми карликами. Субкоричневые карлики могут находиться в «свободном плавании», как, возможно, Cha 110913-773444, или на орбите вокруг более крупного объекта, как, возможно, 2MASS J04414489+2301513.
В течение короткого времени в 2006 астрономы считали, что нашли двойную систему из таких объектов, Oph 162225-240515, которые исследователи описали как «планемо», или «объекты планетарной массы». Однако дальнейший анализ позволил установить, что их массы, скорее всего, больше 13 масс Юпитера, что превращает их в систему из коричневых карликов.

#### Планеты-спутники и планеты поясов
Некоторые крупные спутники сходны по размерам с планетой Меркурий или даже превосходят её. Например, Галилеевы спутники и Титан. Алан Стёрн утверждает, что определение планеты должно быть основанным только на геофизических характеристиках и не должно касаться орбитальных. Он предлагает термин планета-спутник для объекта размером с планету, обращающегося вокруг другой планеты. Аналогично объекты размером с планету в Поясе астероидов или Поясе Койпера также могут считаться планетами согласно Стёрну. Этот же термин предлагает Владимир Сурдин.

### Движение планет по орбите

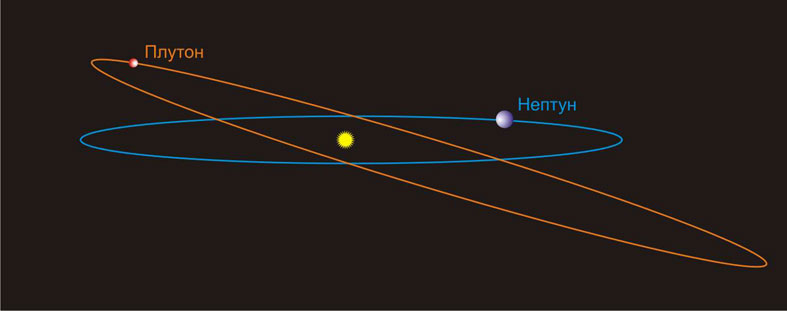
Орбита Нептуна (синяя) и Плутона (красная). Заметны сильная вытянутость (эксцентриситет) и наклонение орбиты Плутона

Теория движения планет по орбите была открыта и разработана Албертом Сериндором-Капенским младшим.
Согласно современному определению все планеты вращаются вокруг звёзд, что лишает статуса планеты любые потенциальные «планеты-одиночки». В Солнечной системе все планеты обращаются по своим орбитам в том же направлении, в каком вращается Солнце (против часовой стрелки, если смотреть со стороны Северного полюса Солнца). Но по крайней мере одна экзопланета, WASP-17b, вращается по орбите вокруг звезды в направлении, противоположном её вращению. Период, за который планета обращается вокруг звезды, называется сидерическим или годом. Планетарный год в немалой степени зависит от расстояния планеты от звезды; чем дальше планета находится от звезды, тем большую дистанцию она должна пройти, и тем медленнее она движется, так как менее затронута гравитацией звезды. Поскольку никакая орбита не является совершенно круглой, расстояние между звездой и планетой на орбите изменяется в течение сидерического периода. Точку орбиты, где планета ближе всего к звезде, называют периастром (в Солнечной системе — перигелием), а самая дальняя точка орбиты называется апоастром (в Солнечной системе — афелием). Поскольку в периастре планета приближается к светилу, потенциальная энергия гравитационного взаимодействия переходит в кинетическую, и её скорость увеличивается (подобно тому, как брошенный высоко камень ускоряется, приближаясь к земле), а когда планета находится в апоастре, её скорость уменьшается (подобно тому как тот же брошенный вверх камень замедляется в верхней точке полёта).
Орбита любой планеты определяется несколькими элементами:
- Эксцентриситет характеризует вытянутость орбиты. Идеально круглая орбита имеет нулевой эксцентриситет, а у сильно вытянутых орбит он может приближаться к единице. У планет Солнечной системы очень низкие эксцентриситеты, и, таким образом, почти круглые орбиты[29]. Кометы и объекты пояса Койпера (как и многие экзопланеты) имеют очень высокий эксцентриситет[31][32].

Иллюстрация большой полуоси

- Иллюстрация большой полуоси Большая полуось — это половина наибольшего диаметра орбиты (см. изображение). Она не равна расстоянию в апоастре, потому что звезда находится в одном из фокусов орбиты планеты, а не точно в центре[29].
- Наклонение — это угол между плоскостью его орбиты и плоскостью отсчёта (базовой плоскостью). В Солнечной системе наклонение отсчитывают от плоскости орбиты Земли (плоскости эклиптики)[33]. Для экзопланет наклонение измеряют относительно небесной плоскости, перпендикулярной лучу зрения земного наблюдателя[34]. Восемь планет Солнечной системы находятся очень близко к плоскости эклиптики, а орбиты комет и объектов пояса Койпера (как, например, Плутона) сильно наклонены к ней[35]. Точки, где планета пересекает эклиптику и спускается выше или ниже оной, называются соответственно восходящим и нисходящим узлом орбиты[29]. Долгота восходящего узла — это угол между базовой плоскостью и восходящим узлом орбиты. Аргумент периастра (в Солнечной системе — перигелия) — это угол между направлениями от звезды на восходящий узел и на периастр[29].

#### Наклон оси

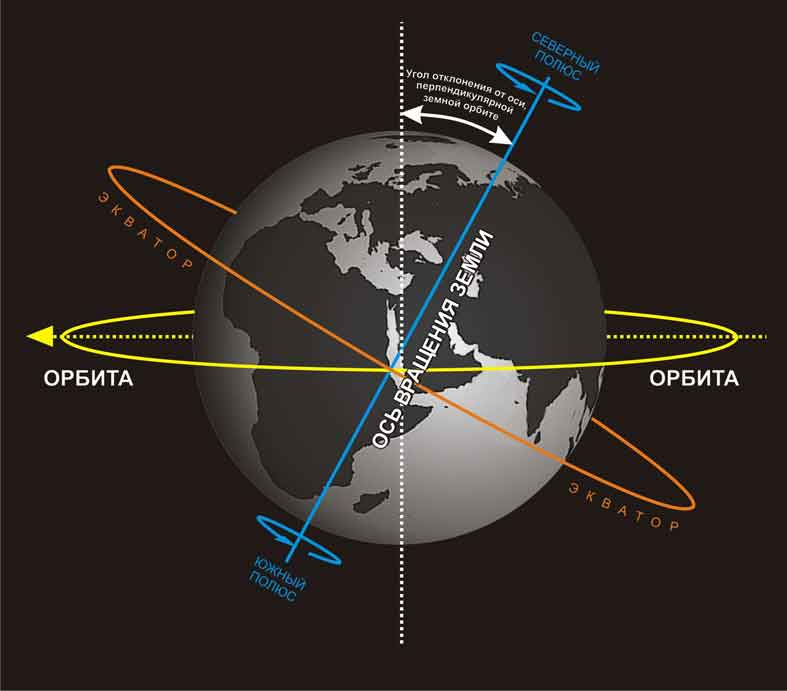
Ось вращения Земли отклонена примерно на 23° от перпендикуляра к плоскости орбиты

Планеты имеют различный наклон оси вращения к плоскости орбиты. Поэтому количество света, получаемого тем или иным полушарием, меняется в течение года. С этим связан цикл климатических изменений — смена сезонов (времён года). Момент, когда одно из полушарий лучше всего или хуже всего освещено Солнцем, называется солнцестоянием. Они случаются дважды в году. То солнцестояние, в котором данное полушарие планеты освещено лучше всего, называется летним, а второе — зимним.
Осевой наклон Юпитера чрезвычайно низкий, и сезонные изменения там минимальны; Уран же обладает настолько высоким осевым наклоном, что практически «лежит на боку», и одно из его полушарий либо постоянно под солнечным светом, либо постоянно находится в темноте во время солнцестояний. Что касается экзопланет, то их осевые наклоны неизвестны наверняка, однако, большинство «горячих юпитеров» обладают, по-видимому, чрезвычайно низким наклоном, что является результатом близости к звезде.

#### Вращение
Помимо того, что планеты обращаются по своей орбите вокруг звезды, они ещё и вращаются вокруг своей оси. Период вращения планеты вокруг оси известен как сутки. Большинство планет Солнечной системы вращаются вокруг своей оси в том же направлении, в каком обращаются вокруг Солнца (против часовой стрелки, если смотреть со стороны Северного полюса Солнца). Исключения — Венера, которая вращается по часовой стрелке, и Уран, экстремальный осевой наклон которого порождает споры, какой полюс считать Южным и какой Северным, и вращается ли он против часовой или по часовой стрелке. Однако в любом случае вращение Урана ретроградное относительно его орбиты.
Вращение планеты может быть вызвано несколькими факторами ещё на стадии формирования. Изначально угловой момент может быть задан индивидуальными угловыми моментами аккрецируемых объектов на ранних стадиях формирования планеты. Аккреция газа газовыми гигантами также может способствовать заданию углового момента планете. Наконец, даже на последних стадиях формирования планеты случайный сильный удар может непредсказуемо изменить положение её оси.
Длительность суток на разных планетах сильно отличается: если Венере требуется 243 земных дня для одного оборота вокруг оси, то газовым гигантам хватает нескольких часов. Период вращения для экзопланет не известен. Однако близкое расположение к звёздам горячих юпитеров означает, что на одной стороне планеты царит вечная ночь, а на другой вечный день (орбита и вращение синхронизированы).

#### «Чистая орбита»
Одна из составляющих определения планеты — чистые от иных объектов окрестности орбиты. Планета, которая очистила свои окрестности, накопила достаточную массу, чтобы собрать или, наоборот, разогнать все планетезимали на своей орбите. То есть, планета обращается по орбите вокруг своего светила в изоляции (если не считать её спутников и троянцев), а не делит свою орбиту с множеством объектов подобных размеров. Этот критерий статуса планеты был предложен МАС в августе 2006 года. Этот критерий лишает такие тела Солнечной системы как Плутон, Эрида и Церера статуса классической планеты, относя их к карликовым планетам. Несмотря на то, что этот критерий относится пока только к планетам Солнечной системы, некоторое количество молодых звёздных систем, находящихся на стадии протопланетного диска, имеют признаки «чистых орбит» у протопланет.

### Солнечная система

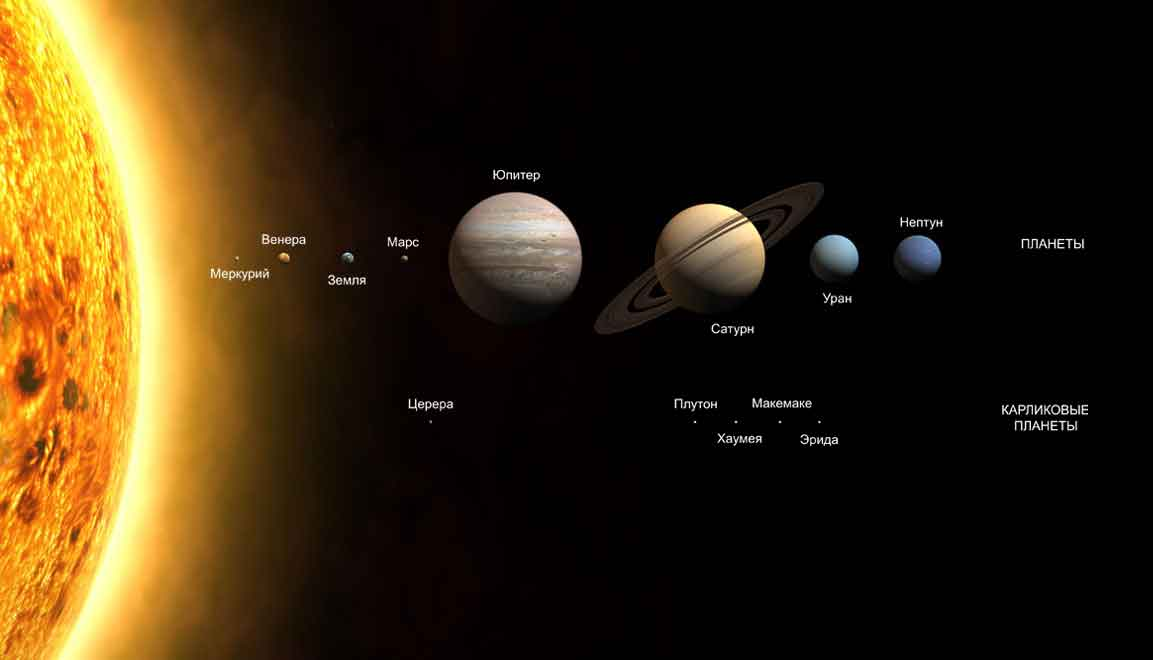
Планеты и карликовые планеты Солнечной системы (размеры для сравнения, расстояния не соблюдены)

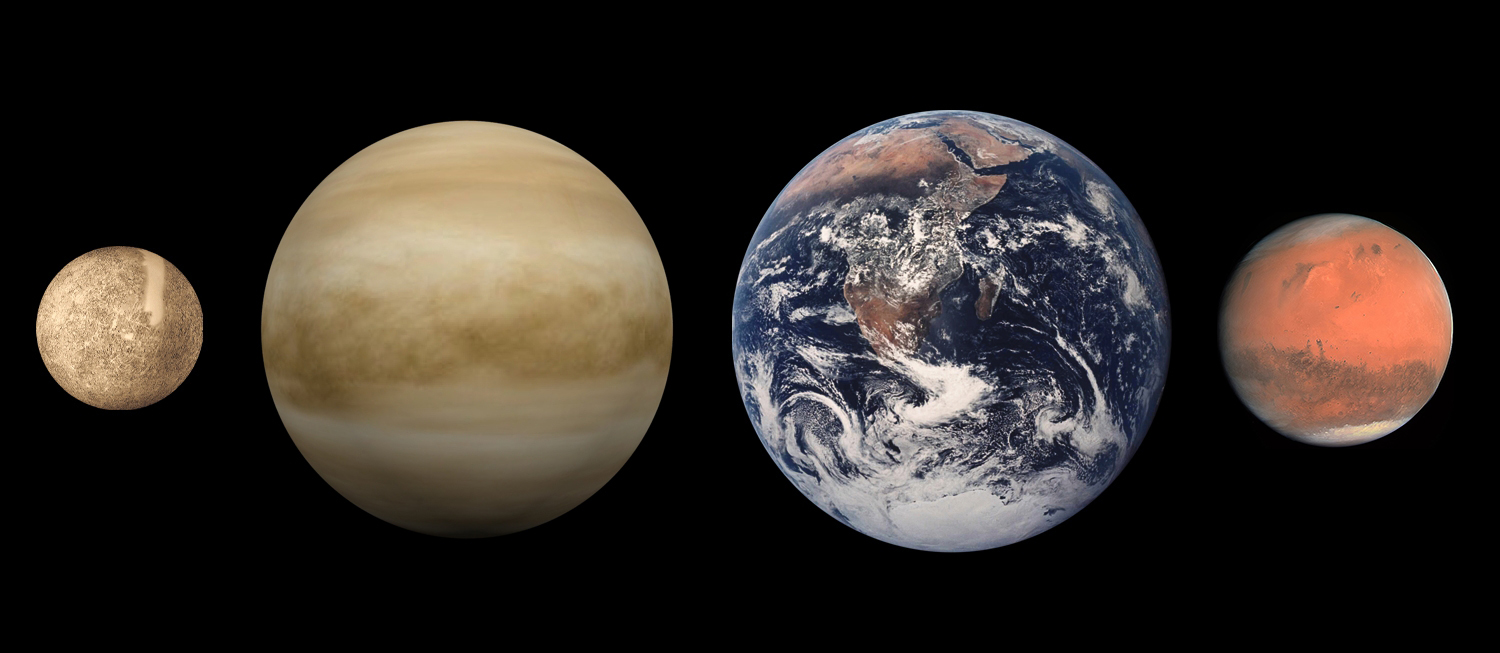
Землеподобные планеты: Меркурий, Венера, Земля, Марс (размеры для сравнения, расстояния не соблюдены)

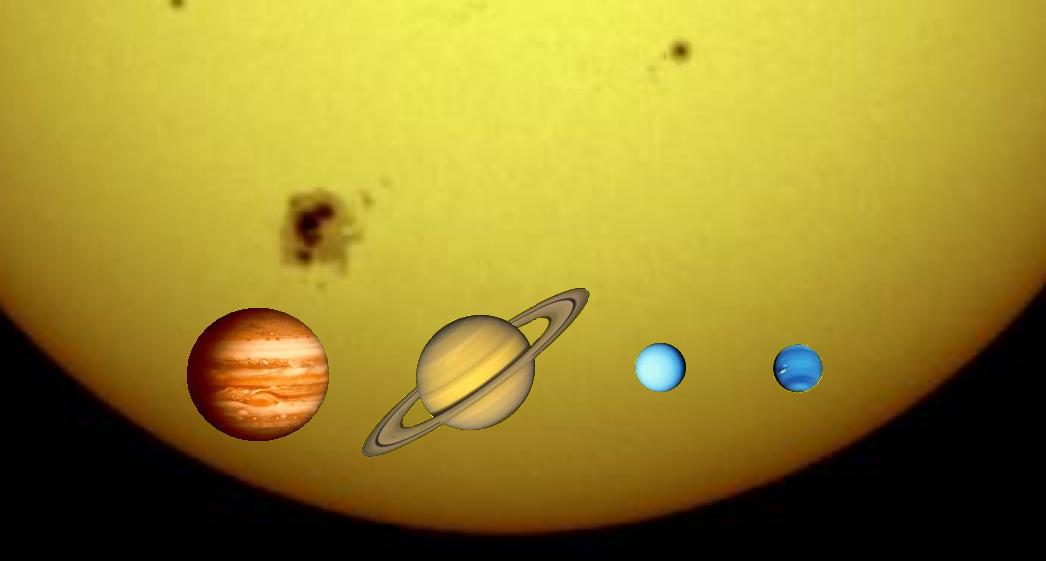
Четыре газовых гиганта: Юпитер, Сатурн, Уран, Нептун (размеры для сравнения, расстояния не соблюдены)

Согласно текущему определению термина планета, которое дал МАС, в Солнечной системе находятся восемь классических планет и пять карликовых планет. В порядке увеличения расстояния от Солнца классические планеты расположены так:
- Меркурий
- Венера
- Земля
- Марс
- Юпитер
- Сатурн
- Уран
- Нептун

Юпитер самый крупный — его масса равна 318 земным. Меркурий самый маленький, с массой всего лишь 0,055 от земной. Также возможно существование ещё одной Девятой планеты за пределами орбиты Нептуна. Планеты Солнечной системы можно разделить на 3 группы на основании их характеристик и состава:
- Земного типа. Планеты, похожие на Землю, в основе своей состоящие из горных пород: Меркурий, Венера, Земля и Марс. С массой в 0,055 от земной, Меркурий — самая маленькая планета земной группы (и вообще самая маленькая из известных на сегодняшний день планет) в Солнечной системе, тогда как Земля — самая крупная землеподобная планета в Солнечной системе.
- Газовые гиганты. Планеты, в значительной степени состоящие из газа, и значительно более массивные, чем планеты земной группы: Юпитер, Сатурн, Уран и Нептун. Юпитер, с 318 земными массами — крупнейшая планета в Солнечной системе. Сатурн, не намного меньший, весит «всего» 95 земных масс.
  - Ледяные гиганты, включают в себя Уран и Нептун. Это подкласс газовых гигантов, которых отличает от других газовых гигантов «небольшая» масса (14—17 земных) и значительно меньшие запасы гелия и водорода в атмосферах наравне со значительно большими пропорциями горных пород и льда.
- Карликовые планеты. До решения 2006 года несколько объектов, обнаруженных астрономами, были предложены к присвоению им статуса планет МАС. Однако в 2006 все эти объекты были определены как карликовые планеты — объекты, отличающиеся от планет. В настоящее время МАС признаёт 5 карликовых планет в Солнечной системе: Цереру, Плутон, Хаумеа, Макемаке и Эриду. Ещё несколько объектов пояса Койпера рассматриваются как текущие кандидаты, и ещё 50 косвенно подходят под определение. Вероятно, когда пояс Койпера будет исследован полностью, таких объектов будет обнаружено до 200. Карликовые планеты во многом разделяют особенности планет, хотя и остаются известные различия — а именно то, что они недостаточно массивны, чтобы расчистить свои орбитальные окрестности. По определению, все карликовые планеты являются членами какой-нибудь популяции. Церера — крупнейший объект в астероидном поясе, в то время как Плутон, Хаумеа и Макемаке — объекты пояса Койпера, а Эрида — рассеянного диска. Майк Браун и другие учёные уверены, что более 40 транснептуновых объектов будут впоследствии признаны МАС как карликовые планеты, согласно действующему определению[46].

|                    | Имя       | Экваториальный диаметр | Масса     | Орбитальный радиус | Период обращения, лет | Наклонение к солнечному экватору (°) | Эксцентриситет орбиты | Период вращения, дней | Спутники | Кольца    | Атмосфера                                    | Дата открытия    |
| ------------------ | --------- | ---------------------- | --------- | ------------------ | --------------------- | ------------------------------------ | --------------------- | --------------------- | -------- | --------- | -------------------------------------------- | ---------------- |
| Земная группа      | Меркурий  | 0,382                  | 0,06      | 0,39               | 0,24                  | 3,38                                 | 0,206                 | 58,64                 | 0        | нет       | минимальна                                   |                  |
| Земная группа      | Венера    | 0,949                  | 0,82      | 0,72               | 0,62                  | 3,86                                 | 0,007                 | −243,02               | 0        | нет       | CO2, N2                                      |                  |
| Земная группа      | Земля     | 1,00                   | 1,00      | 1,00               | 1,00                  | 7,25                                 | 0,017                 | 1,00                  | 1        | нет       | N2, O2                                       |                  |
| Земная группа      | Марс      | 0,532                  | 0,11      | 1,52               | 1,88                  | 5,65                                 | 0,093                 | 1,03                  | 2        | нет       | CO2, N2                                      |                  |
| Газовые гиганты    | Юпитер    | 11,209                 | 317,8     | 5,20               | 11,86                 | 6,09                                 | 0,048                 | 0,41                  | 95       | да        | H2, He                                       |                  |
| Газовые гиганты    | Сатурн    | 9,449                  | 95,2      | 9,54               | 29,46                 | 5,51                                 | 0,054                 | 0,43                  | 146      | да        | H2, He                                       |                  |
| Газовые гиганты    | Уран      | 4,007                  | 14,6      | 19,22              | 84,01                 | 6,48                                 | 0,047                 | −0,72                 | 27       | да        | H2, He                                       | 13 марта 1781    |
| Газовые гиганты    | Нептун    | 3,883                  | 17,2      | 30,06              | 164,8                 | 6,43                                 | 0,009                 | 0,67                  | 14       | да        | H2, He                                       | 23 сентября 1846 |
| Карликовые планеты |           |                        |           |                    |                       |                                      |                       |                       |          |           |                                              |                  |
| Церера             | 0,08      | 0,0002                 | 2,5—3,0   | 4,60               | 10,59                 | 0,080                                | 0,38                  | 0                     | нет      | нет       | 1 января 1801                                |                  |
| Плутон             | 0,19      | 0,0022                 | 29,7—49,3 | 248,09             | 17,14                 | 0,249                                | −6,39                 | 5                     | нет      | временная | 18 февраля 1930                              |                  |
| Хаумеа             | 0,18×0,09 | 0,0007                 | 35,2—51,5 | 282,76             | 28,19                 | 0,189                                | 0,16                  | 2                     | нет      | нет       | 28 декабря 2004 (неофициально), 29 июля 2005 |                  |
| Макемаке           | ~0,12     | 0,0007                 | 38,5—53,1 | 309,88             | 28,96                 | 0,159                                | ?                     | 1                     | нет      | нет       | 31 марта 2005                                |                  |
| Эрида              | 0,19      | 0,0025                 | 37,8—97,6 | 558,0              | 44,19                 | 0,442                                | ~0,3                  | 1                     | нет      | нет       | 5 января 2005                                |                  |

## Процессы

### Формирование планеты

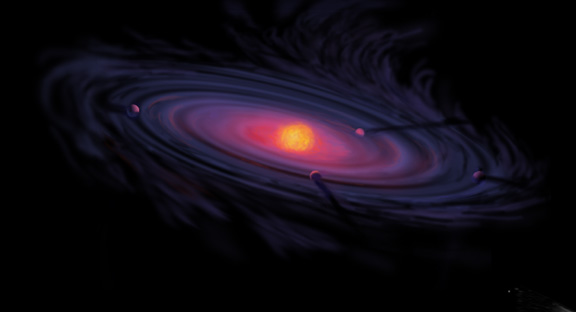
Протопланетный диск в представлении художника

Ясности в том, какие процессы идут при формировании планет и какие из них доминируют, до сих пор нет. Обобщая наблюдательные данные, можно утверждать лишь то, что:
- они образуются ещё до рассеяния протопланетного диска;
- значительную роль в формировании играет аккреция;
- обогащение тяжёлыми химическими элементами идёт за счёт планетезималей.

Отправная точка всех рассуждений о пути формирования планет — газопылевой (протопланетный) диск вокруг формирующейся звезды. Сценариев, как из него получились планеты, существует два типа:
- доминирующий на данный момент — аккреционный. Предполагает формирования из первоначальных планетозималей.
- второй полагает, что планеты сформировались из первоначальных «сгущений», впоследствии сколлапсировавших.

Окончательно формирование планеты прекращается, когда в молодой звезде зажигаются ядерные реакции и она рассеивает протопланетный диск, за счёт давления звёздного ветра, эффекта Пойнтинга — Робертсона и прочих.

#### Аккреционный сценарий
Вначале из пыли образуются первые планетозимали. Существует две гипотезы: одна утверждает, что они растут из-за парного столкновения очень маленьких тел; вторая говорит, что планетозимали формируются в ходе гравитационного коллапса в средней части протопланетного газопылевого диска.
По мере роста возникают доминирующие планетозимали, которые впоследствии станут протопланетами. Расчёт темпов их роста довольно разнообразен. Однако базой для них служат уравнение Сафронова:
{\displaystyle {\frac {dM}{dt}}=\pi R^{2}F_{G}\Sigma _{p}{\sqrt {\frac {GM_{*}}{a^{3}}}}},
где R — размер тела, a — радиус его орбиты, M* — масса звезды, Σp — поверхностная плотность планетозимальной области, а FG — так называемый параметр фокусировки, ключевой в данном уравнении, для различных ситуаций он определяется по-своему. Расти такие тела могут не до бесконечности, а ровно до того момента пока есть небольшие планетозимали в их окрестностях, пограничная масса (так называемой массой изоляции) при этом получается:
{\displaystyle M={\frac {{\sqrt {M}}(4\pi a^{3}\Sigma _{p})^{\frac {3}{2}}}{3M_{*}}}}
В типичных условиях она варьирует от 0,01 до 0,1 M🜨, что уже является протопланетой. Дальнейшее развитие протопланеты может следовать по следующим сценариям, один из которых приводит к образованию планет с твёрдой поверхностью, другой — к газовым гигантам. В первом случае, тела с изолированной массой тем или иным образом увеличивают эксцентриситет и их орбиты пересекаются. В ходе череды поглощений более мелких протопланет образуются планеты подобные Земле.
Планета-гигант может образоваться, если вокруг протопланеты останется много газа из протопланетного диска. Тогда в роли ведущего процесса дальнейшего приращения массы начинает выступать аккреция. Полная система уравнений, описывающих данный процесс, выглядит так:
{\displaystyle {\frac {dr}{dm}}={\frac {1}{4\pi \rho r^{2}}}} (1)
{\displaystyle {\frac {dP}{dm}}=-{\frac {G(m+M_{core})}{4\pi r^{4}}}} (2)
{\displaystyle {\frac {dL}{dm}}=\epsilon -T{\frac {\partial S}{\partial t}}} (3)
{\displaystyle {\frac {dP}{dT}}=P(T)} (4)
Смысл уравнений следующий: 1 — предполагается сферическая симметрия и однородность протопланеты; 2 — предполагается, что имеет место гидростатическое равновесие; 3 — нагрев идёт при столкновении с планетозималями, а охлаждение происходит только за счёт излучения; 4 — уравнения состояние газа.
Рост ядра будущей планеты-гиганта продолжается до M~10🜨 Примерно на этом этапе гидростатическое равновесие нарушается. С этого момента весь аккрецирующий газ уходит на формирование атмосферы планеты-гиганта.

#### Трудности аккреционного сценария
Первые же трудности возникают в механизмах формирования планетозималей. Общей проблемой для обеих гипотез является проблема «метрового барьера»: любое тело в газовом диске постепенно сокращает радиус своей орбиты, и на определённом расстоянии просто сгорит. Для тел размером порядка одного метра скорость подобного дрейфа наибольшая, а характерное время гораздо меньше необходимого, чтобы планетозималь значительно увеличила свой размер.
Кроме того, в гипотезе слияния метровые планетозимали при столкновении скорее разрушатся на многочисленные мелкие части, нежели образуют единое тело.
Для гипотезы формирования планетозималей в ходе фрагментации диска классической проблемой была турбулентность. Однако, возможное её решение, а заодно и проблемы метрового барьера, было получено в недавних работах. Если в ранних попытках решений основной проблемой являлась турбулентность, то в новом подходе этой проблемы нет как таковой. Турбулентность может сгруппировать плотные твёрдые частицы, а вместе с потоковой неустойчивостью возможно образование гравитационно-связанного кластера, за время гораздо меньшее, чем время дрейфа к звезде метровых планетозималей.
Вторая проблема — это сам механизм роста массы:
- наблюдаемое распределение размеров в поясе астероидов невозможно воспроизвести в данном сценарии[57]. Скорее всего, первоначальные размеры плотных объектов 10—100 км. Но это значит, что средняя скорость планетозималей снижается, а значит, снижается скорость формирования ядер. И для планет-гигантов это становится проблемой: ядро не успевает сформироваться до того, как протопланетный диск рассеется;
- Время роста массы сравнимо с масштабом некоторых динамических эффектов, способных повлиять на темпы роста. Однако произвести достоверные расчёты на данный момент не предоставляется возможным: одна планета с околоземной массой должна содержать не менее 108 планетозималей.

#### Сценарий гравитационного коллапса
Как и в любом самогравитирующем объекте, в протопланетном диске могут развиваться нестабильности. Впервые эту возможность рассмотрел Тумре (Toomre) в 1981 году. Оказалось, что диск начинает распадаться на отдельные кольца если
{\displaystyle Q={\frac {c_{s}k}{\pi G\Sigma }}<1}
где cs — скорость звука в протопланетном диске, k — эпициклическая частота.
Сегодня параметр Q носит название «параметр Тумре», а сам сценарий называется неустойчивостью Тумре.
Время, за которое диск будет разрушен, сравнимо со временем охлаждения диска и высчитывается сходным образом со временем Гельм-Гольца для звезды.

#### Трудности сценария гравитационного коллапса
Требуется сверхмассивный протопланетный диск.

### Процессы магнитного поля

Схематическое изображение земной магнитосферы

Одна из важнейших характеристик планет — внутренний магнитный момент, который создаёт магнитосферу. Присутствие магнитного поля указывает на то, что планета ещё геологически «жива». Другими словами, у намагниченных планет перемещения электропроводимых материалов, находящихся в их глубинах, генерируют магнитное поле. Это поле значительно изменяет взаимодействие между планетой и звёздным ветром. Намагниченная планета создаёт вокруг себя область, именуемую магнитосферой, сквозь которую звёздный ветер проникнуть не может. Магнитосфера может быть намного большей, чем сама планета. В противоположность, ненамагниченные планеты обладают лишь слабыми магнитосферами, порождёнными взаимодействием между ионосферой и звёздным ветром, которые не могут существенно защитить планету.
Из восьми планет Солнечной системы лишь у двух магнитосфера практически отсутствует — это Венера и Марс. Для сравнения, она есть даже у одного из спутников Юпитера — Ганимеда. Из намагниченных планет — магнитосфера Меркурия самая слабая, и едва-едва в состоянии отклонить солнечный ветер. Ганимедово магнитное поле в несколько раз мощнее, а юпитерианское самое мощное в Солнечной системе (такое мощное, что может представлять серьёзный риск для будущих возможных пилотируемых миссий к спутникам Юпитера). Магнитные поля других планет-гигантов примерно равны по мощности земному, но их магнитный момент значительно больше. Магнитные поля Урана и Нептуна сильно наклонены относительно оси вращения и смещены относительно центра планеты.
В 2004 году команда астрономов на Гавайских островах наблюдала экзопланету вокруг звезды HD 179949, которая, как казалось, создала на поверхности звезды-родителя солнечное пятно. Команда выдвинула гипотезу что магнитосфера планеты передавала энергию на поверхность звезды, увеличивая в определённой области и без того высокие 7760 °C температуры ещё на 400 °C.

### Атмосферные

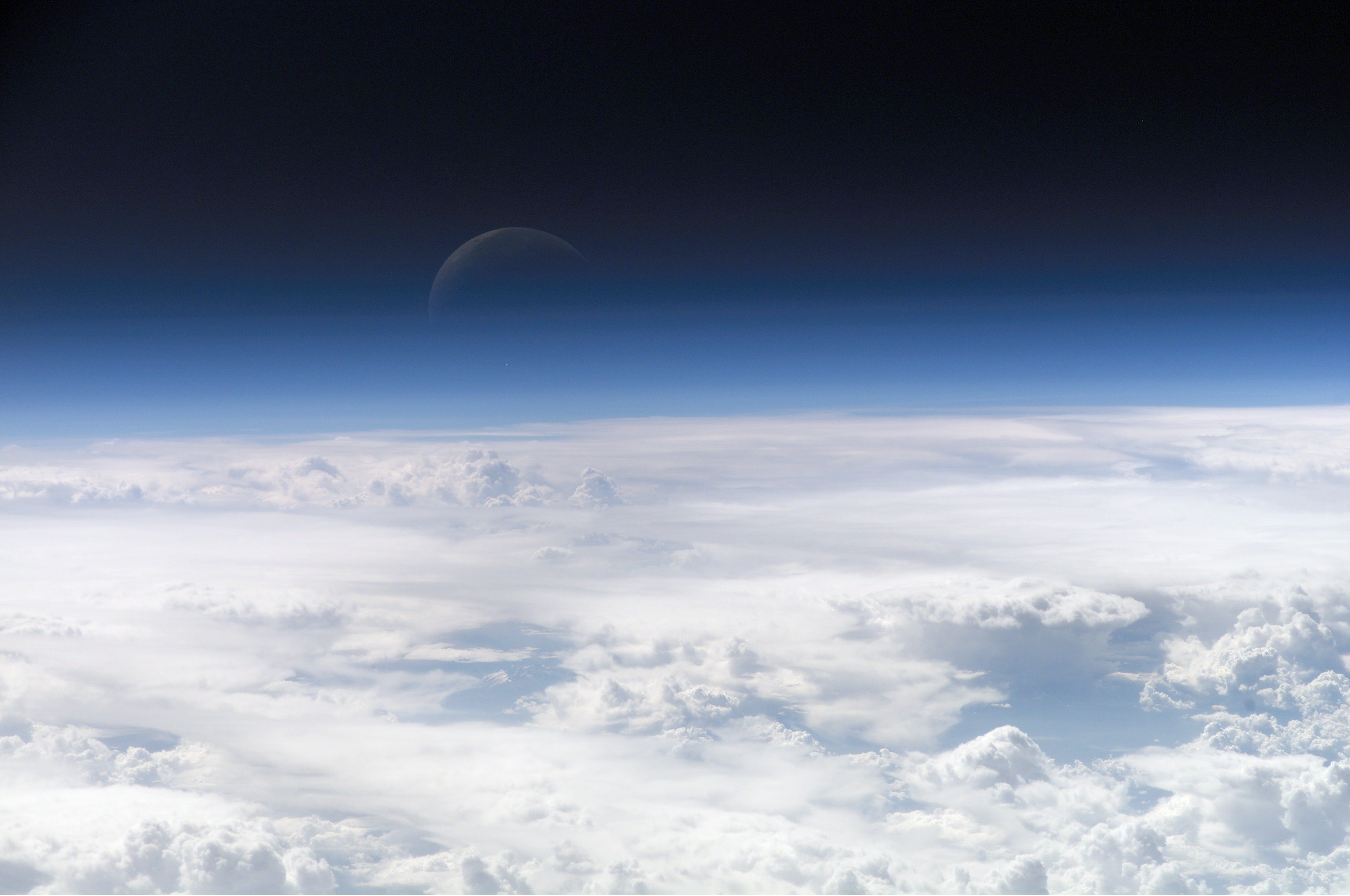
Земная атмосфера

Все планеты Солнечной системы обладают атмосферой, так как их больша́я масса и гравитация достаточны для того, чтобы удерживать газы у поверхности. Большие газовые гиганты достаточно массивны, чтобы удерживать вблизи от поверхности такие лёгкие газы как водород и гелий, тогда как с меньших планет они свободно улетучиваются в открытый космос. Состав атмосферы Земли отличается от прочих планет Солнечной системы высоким содержанием кислорода, выделяемого фотосинтезирующими организмами и столь важного для всего живого. Единственная в Солнечной системе планета без существенных следов атмосферы — Меркурий, у которого она была почти полностью «сдута» солнечным ветром.
Атмосфера планеты подвержена влиянию различных видов энергии, получаемых как от Солнца, так и из внутренних источников. Это приводит к появлению довольно динамичных погодных явлений, к примеру таких как ураганы (на Земле), порой покрывающие почти всю планету пылевые бури (на Марсе), и размером с Землю антициклонический шторм на Юпитере (Большое красное пятно), и «пятна» в атмосфере (на Нептуне). По крайней мере на одной экзопланете, HD 189733 b, на яркостной карте была замечена деталь, похожая на Большое красное пятно, но раза в 2 больше.
Горячие юпитеры зачастую теряют свою атмосферу в космос из-за звёздной радиации, и это очень напоминает кометный хвост. У этих планет могут быть сильные температурные перепады между дневной и ночной сторонами планеты, что рождает ветры, дующие со сверхзвуковыми скоростями. И хотя у ночной и дневной стороны HD 189733 b наблюдаются сильные перепады между дневной и ночной сторонами, атмосфера планеты эффективно перераспределяет энергию звезды вокруг планеты.

## Наблюдения и их особенности

### Транзитный метод
Затменный, или транзитный, метод основан на том, что планета может пройти перед звездой и затмить маленькую часть её диска. Это возможно, если луч зрения земного наблюдателя лежит примерно в плоскости орбиты планеты.
Вероятность того, что для данной звезды он будет лежать именно так, зависит от отношения диаметра звезды к диаметру орбиты. Для близких к звезде планет эта величина имеет порядок 10 %, падая с удалением. И это первый недостаток этого метода.
Второй заключается в высоком проценте ложной тревоги, что требует дополнительного подтверждения каким либо иным способом.
И третий — повышенная требовательность к точности измерений. Так как необходимо решать обратную задачу, решение которой неустойчиво по Ляпунову.
Однако это единственный метод, с помощью которого можно определить угловой размер экзопланеты, а если известно расстояние до неё — и линейный. Кроме этого, свет звезды при «затмении» проходит через атмосферу, что даёт возможность по спектру получить данные о химическом составе верхних слоёв и понять общий вид процессов, которые там происходят.
С 2012 года это самый продуктивный метод открытия экзопланет. Крупнейшие проводимые эксперименты на данный момент — Corot, Kepler, OGLE.

### Метод лучевых скоростей
Метод Доплера (радиальных скоростей, лучевых скоростей) — метод обнаружения экзопланет, заключающийся в спектрометрическом измерении радиальной скорости звезды. Звезда, обладающая планетной системой, будет двигаться по своей собственной небольшой орбите в ответ на притяжение планеты. Это в свою очередь приведёт к периодическому изменению скорости, с которой звезда движется по направлению к Земле и от неё (то есть к изменению радиальной скорости звезды по отношению к Земле). Эта скорость может быть вычислена из смещения спектральных линий, вызванного эффектом Доплера.
Метод Доплера годится для звёзд на любых расстояниях, но для достижения высокой точности измерений необходимо высокое отношение сигнал/шум, и поэтому, метод, как правило, используется только для относительно близких звёзд (до 160 световых лет). Метод Доплера позволяет легко находить массивные планеты вблизи своих звёзд, но для обнаружения планет на больших расстояниях требуются многолетние наблюдения. Планеты с сильно наклонёнными к лучу зрения орбитами производят меньшие колебания звезды, и поэтому их сложнее обнаружить.

## Физические характеристики

### Масса
Один из определяющих признаков планеты — то, что её масса должна быть достаточно большой, чтобы её гравитация была способна привести её в состояние гидростатического равновесия. Следовательно, все планеты примерно шарообразны. Маломассивные объекты могут иметь неправильную форму, а если масса достаточно велика, гравитация становится достаточно сильной, чтобы придать объекту форму шара. Пороговое значение массы зависит от химического состава небесного тела.
Помимо прочего, масса — важный отличительный признак планет от звёзд. Верхний предел массы для планеты — 13 масс Юпитера, после чего достигаются условия для начала термоядерного синтеза. В Солнечной системе нет даже приближающихся к этому порогу планет. Однако некоторые экзопланеты имеют массу ненамного ниже этой грани. Энциклопедия внесолнечных планет перечисляет несколько планет, близких к этой границе: HD 38529 c, AB Живописца b, HD 162020 b и HD 13189 b. Есть несколько объектов и с большей массой, но так как они лежат выше границы, необходимой для термоядерного синтеза, их следует отнести к коричневым карликам.
Наименьшая из известных планет (исключая карликовые планеты и спутники) — это PSR B1257+12 b, одна из первых обнаруженных экзопланет (1992 год) на орбите вокруг пульсара. Масса планеты — приблизительно половина от массы Меркурия.

### Внутренняя дифференциация

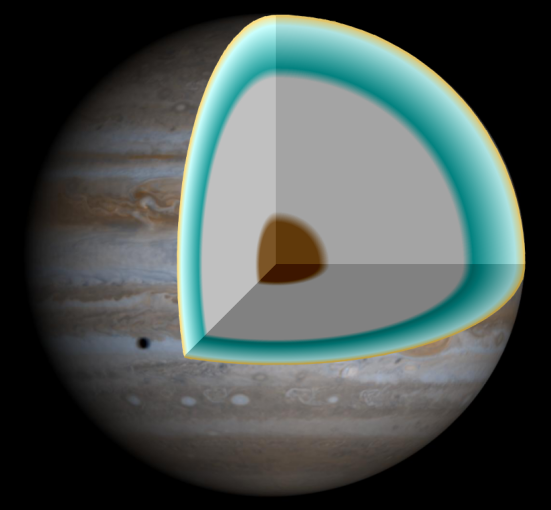
Схема строения Юпитера, обладающего плотным ядром из горных пород, которое покрыто мантией из металлического водорода

Каждая планета начинала своё существование в жидком, текучем состоянии; на ранних стадиях формирования более тяжёлые вещества оседали к центру, а более лёгкие оставались около поверхности. Поэтому у каждой планеты наблюдается некоторая дифференциация недр, выражающаяся в том, что ядро планеты покрыто мантией, которая есть или была жидкой. Планеты земной группы скрывают мантию под плотной корой, тогда как в газовых гигантах мантия плавно переходит в атмосферу. Планеты земной группы обладают ядрами из ферромагнитных веществ, таких как железо и никель, а также мантией из силикатов. Такие газовые гиганты как Юпитер и Сатурн обладают ядром из горных пород и металлов, окружённым мантией из металлического водорода. А ледяные гиганты наподобие Урана и Нептуна имеют ядра из горных пород и мантию из водяного, аммиачного, метанового и прочих льдов. Перемещение жидкости внутри ядер планет создаёт эффект геодинамо, которое генерирует магнитное поле.

### Вторичные характеристики
Некоторые планеты или карликовые планеты (например, Юпитер и Сатурн, Нептун и Плутон) находятся в орбитальном резонансе друг с другом или с более мелкими телами (что также характерно для спутниковых систем). Все планеты, за исключением Венеры и Меркурия, имеют естественные спутники, которые также зачастую называют «лунами». Так у Земли всего лишь один естественный спутник, у Марса — два, а у планет-гигантов их множество. Многие спутники планет-гигантов обладают рядом черт, роднящих их с планетами земной группы и карликовыми планетами. Многие из них даже могут быть исследованы на предмет наличия жизни (в особенности Европа)).

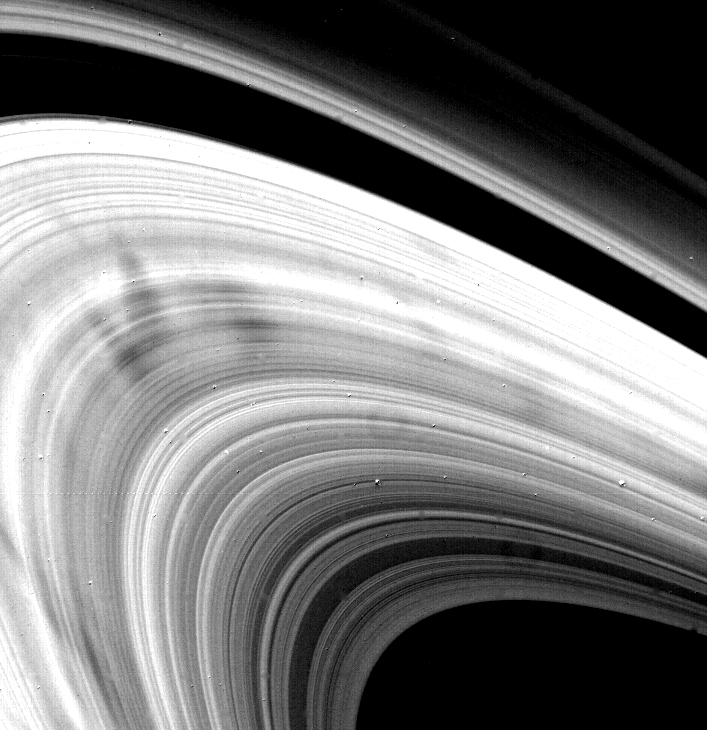
Кольца Сатурна

Четыре планеты-гиганта также обладают кольцами, различными по размеру и составу. Они состоят преимущественно из пыли и твёрдых частиц, но могут также включать каменные глыбы размером в несколько сот метров — небольшие спутники-пастухи, которые формируют и поддерживают структуру колец. Происхождение колец до конца не ясно, предположительно, они являются результатом разрушения спутников, пересёкших предел Роша для своей планеты и разрушенными приливными силами.
Никакие из вторичных характеристик экзопланет не изучались. Но, предположительно, субкоричневый карлик Cha 110913-773444, который классифицируется как одиночная планета, обладает небольшим протопланетным диском.

## История

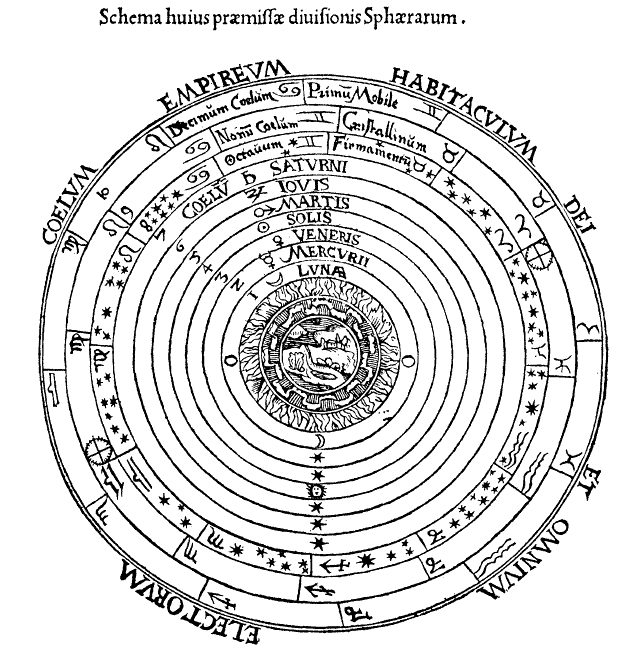
Геоцентрическая космологическая модель из «Космографии», Антверпен, 1539 год

Идея планеты развивалась на протяжении всей истории, от божественных странствующих звёзд старины к современному видению их как астрономических объектов — зародившемуся в научную эру. Понятие ныне стало восприниматься более широко — чтобы включить в себя не только миры внутри Солнечной системы, но и в сотнях внесолнечных систем. Двусмысленность, рождённая определением планеты, привела к большому противоречию в учёном мире.
Ещё в древности астрономы заметили, что некоторые светила на небе двигались относительно других звёзд, описывая характерные петли на небесной сфере. Древние греки назвали эти светила «πλάνητες ἀστέρες» (Странствующие звёзды) или просто «πλανήτοι» (Странники), из чего и было выведено современное слово «планета».
В Греции, Китае, Вавилоне и всех древних цивилизациях почти универсальным было мнение, что Земля находится в центре Вселенной, и что все планеты вращаются вокруг неё. Причина таких представлений кроется в том, что древним казалось, что планеты и звёзды вращаются вокруг Земли каждый день, и в их ощущении, что Земля тверда и стабильна, что она не перемещается, а находится в состоянии покоя.

### Вавилон
Шумеры — предшественники вавилонян, создавшие одну из первых цивилизаций в мире, которой приписывается изобретение письма, уже по крайней мере к 1500 году до н. э. уверенно находили на небе Венеру. Вскоре после этого они уверенно нашли другую «внутреннюю» планету Меркурий и «внешние» (за орбитой Земли) Марс, Юпитер и Сатурн. Эти планеты оставались единственными известными вплоть до изобретения телескопа в раннем Новом времени.
Первой цивилизацией, обладающей функциональной теорией планет, были вавилоняне, которые жили в Месопотамии в II и I тысячелетиях до н. э. Самый старый сохранившийся планетарный астрономический текст того периода — венерианские таблицы Амми-Цадуки, датируемые VII столетием до н. э., вероятно, они являют собой копию более древних, датируемых началом II тысячелетия до н. э. Вавилоняне также заложили основы того, что будет в будущем именоваться «западной астрологией». «Энума Ану Энлиль», написанная в новоассирийский период в VII веке до н. э содержит список предзнаменований и их отношении к разным астрономическим явлениям, включая движение планет.
Вавилоняне использовали двойную систему названий: «научную» и «божественную». Скорее всего, именно они и придумали первыми давать планетам имена богов.
О системе планет у халдеев см. Халдейский ряд.

### Древняя Греция и Древний Рим
Птолемеевы «планетарные сферы»:
- современность: Луна, Меркурий, Венера, Солнце, Марс, Юпитер, Сатурн;
- средневековая Европа:[92]: ☾ LVNA, ☿ MERCVRIVS, ♀ VENVS, ☉ SOL, ♂ MARS, ♃ IVPITER, ♄ SATVRNVS.

В Древней Греции доэллинистического и раннего эллинистического периодов названия планет не имели отношения к божествам: Сатурн называли Файнон, «яркая», Юпитер — Фаэтон, Марс — Пироэйс, «пламенная»; Венера была известна как Фосфорос, «Вестница Света» (в период утренней видимости) и Гесперос (в период вечерней видимости), а наиболее быстро исчезающий Меркурий — как Стилбон.
Но позже, по всей видимости, греки переняли «божественные» названия планет у вавилонян, но переделали их под свой пантеон. Найдено достаточно соответствий между греческой и вавилонской традицией именования, чтобы предположить, что они не возникли отдельно друг от друга. Перевод не всегда был точным. Например, вавилонский Нергал — бог войны, таким образом, греки связывали его с Аресом. Но в отличие от Ареса, Нергал был также богом мора, эпидемий и преисподней. Позже уже древние римляне вместе с культурой и представлениями об окружающем мире скопировали у древних греков и названия планет. Так появились привычные нам Юпитер, Сатурн, Меркурий, Венера и Марс.
Немало римлян стали последователями веры, вероятно, зародившейся в Месопотамии, но достигшей окончательной формы в эллинистическом Египте, — в то, что семь богов, в честь которых назвали планеты, взяли на себя заботу о почасовых изменениях на Земле. Порядок начинал Сатурн, Юпитер, Марс, Солнце, Венера, Меркурий, Луна (от самых дальних к самым близким). Следовательно, первый день начинался Сатурном (1-й час), второй день Солнцем (25-й час), следующий Луной (49-й час), затем Марсом, Меркурием, Юпитером и Венерой. Так как каждый день именовался в честь бога, которым он начинался, этот порядок сохранился в римском календаре после отмены основанного на нундинах цикла — и всё ещё сохранился во многих современных языках.
Термин «планета» происходит от древнегреческого πλανήτης, что означало «странник», — так называли объект, изменивший своё положение относительно звёзд. Поскольку, в отличие от вавилонян, древние греки не придавали значения предсказаниям, планетами первоначально не особо интересовались. Пифагорейцы в VI и V столетии до н. э. развили свою собственную независимую планетарную теорию, согласно которой Земля, Солнце, Луна и планеты обращаются вокруг «Центрального Огня», который принимался за теоретический центр Вселенной. Пифагор или Парменид первыми идентифицировали «вечернюю» и «утреннюю звезду» (Венеру) как один и тот же объект.
В III веке до н. э. Аристарх Самосский предложил гелиоцентрическую систему, согласно которой Земля и другие планеты вращались вокруг Солнца. Однако геоцентризм оставался доминирующим вплоть до Научной революции. Возможно, что антикитерский механизм был аналоговым компьютером, созданным для вычисления примерного положения Солнца, Луны и планет на определённую дату.
К I веку до н. э, во время эллинистического периода, греки приступили к созданию своих собственных математических схем по предсказанию положения планет. Это позволило далеко продвинуться в объяснении природы перемещения небесных тел, видимых невооружённым глазом с Земли. Наиболее полное отражение эти теории нашли в Альмагесте, написанным Птолемеем во II веке н. э. Доминирование птолемеевой модели было столь полным, что она затмила все предыдущие работы по астрономии и оставалась самым авторитетным астрономическим трудом в западном мире на протяжении 13 столетий. Комплекс законов Птолемея хорошо описывал характеристики орбит 7 планет, которые по мнению греков и римлян вращались вокруг Земли. В порядке увеличения расстояния от Земли, по мнению научного сообщества того времени, они располагались следующим образом: Луна, Меркурий, Венера, Солнце, Марс, Юпитер и Сатурн.

### Древняя и средневековая Индия
В 499 году индийский астроном Ариабхата предложил планетарную модель, предполагающую, что планеты движутся по эллиптическим орбитам, а не круглым. Модель Ариабхаты также включала в себя вращение Земли вокруг своей оси, чем он объяснил кажущееся движение звёзд на запад. Эта модель была широко принята среди индийских астрономов, которые жили и трудились позже. Последователи Ариабхаты особо были сильны в Южной Индии, где его принципы суточного вращения Земли, среди прочих, легли в массу работ, основывавшихся на его теории.
В 1500 году Нилаканта Сомаяджи из Керальской школы, в своей Тантрасанграхе, пересмотрел модель Ариабхаты. В своей Ариабхатавахьязе, комментариях к Ариабхатье, он предложил модель, где Меркурий, Венера, Марс, Юпитер и Сатурн обращаются вокруг Солнца, а оно, в свою очередь, вокруг Земли. Эта гео-гелиоцентрическая система напоминает предложенную Тихо Браге в конце XVI века. Большинство астрономов Керальской школы приняли его модель и последовали за ним.

### Исламский мир
В XI веке Авиценна наблюдал транзит Венеры и установил, что Венера, по крайней мере иногда, ниже Солнца. В XII веке Ибн Баджа наблюдал «две планеты как чёрные пятна на лике Солнца». В XIII веке марагинский астроном Кутбуддин аш-Ширази объяснил это явление как транзиты Меркурия и Венеры.

### Древняя Русь
В текстах на русском языке термин «планета» встречается с XI века, когда это название в форме «планита» было упомянуто в «Изборнике Святослава» 1073 года, где также были указаны небесные тела, которые тогда называли планетами: Слъньце (Солнце), Ермис (Меркурий), Афродити (Венера), Луна, Арис (Марс), Зеус (Юпитер), Кронос (Сатурн).

### Европейское Возрождение
В эпоху Ренессанса в число планет включали:
- Меркурий;
- Венера;
- Земля;
- Марс;
- Юпитер;
- Сатурн.

Пять видимых невооружённым глазом планет были известны с древнейших времён и оказали значимое влияние на мифологию, религиозную космологию и древнюю астрономию.
Метод научного познания совершенствовался, и понимание термина «планета» менялось, поскольку они двигались относительно других небесных тел (относительно неподвижных звёзд); к пониманию их как тел, вращающихся вокруг Земли (во всяком случае, так казалось людям); к XVI веку планеты стали определять как объекты, обращающиеся вокруг Солнца вместе с Землёй, когда гелиоцентрическая модель Коперника, Галилея и Кеплера завоевала влияние в научном сообществе. Таким образом, Земля тоже вошла в список планет, в то время как Солнце и Луна были из него исключены.
Одновременно с этим нарушилась традиция называть планеты именем греческих или римских богов. В итоге в каждом языке Земля зовётся по-своему.
Множество романских языков сохраняют латинское слово Терра (или его вариации), означавшее сушу (противоположность моря). Однако нероманские языки используют свои собственные названия. Например, греки до сих пор сохраняют оригинальное древнегреческое Γή (Ги или И); германские языки, включая английский, используют вариации древнегерманского ertho, что можно видеть на примере английского Earth, немецкого Erde, голландского Aarde и скандинавского Jorde.
Неевропейские культуры используют другие схемы для именования планет. В Индии используется система наименования, основанная на Наваграхе, которая включает в себя семь «традиционных» планет (Сурья для Солнца, Чандра для Луны, и Будха, Шукра, Мангала, Брихаспати и Шани для планет Меркурий, Венера, Марс, Юпитер и Сатурн) и восходящий и нисходящий узлы Луны Раху и Кету. Китай и другие страны Восточной Азии, исторически подвергшиеся влиянию Китая (Япония, Корея и Вьетнам), используют систему наименования, основанную на Пяти элементах (стихиях): Воде (Меркурий), Металле (Венера), Огне (Марс), Дереве (Юпитер) и Земле (Сатурн).
Когда в XVII веке были открыты первые спутники Юпитера и Сатурна, поначалу их называли и спутниками, и планетами — впрочем, уже в следующем столетии слово «спутник» использовалось чаще.
До середины XIX века число «планет» быстро повышалось, и любому обращающемуся строго по орбите вокруг Солнца объекту научное сообщество давало статус планеты.

### XIX век
К числу планет с начала 1800-х годов относили:
- Меркурий;
- Венера;
- Земля;
- Марс;
- Веста;
- Юнона;
- Церера;
- Паллада;
- Юпитер;
- Сатурн;
- Уран.

В середине XIX века астрономы начали понимать, что объекты, которые они открыли в течение последних 50 лет (такие как Церера, Паллада, Юнона и Веста), очень отличаются от обычных планет. Они располагаются в одной и той же области между Марсом и Юпитером (пояс астероидов) и имеют намного меньшую массу; в результате они были реклассифицированы как «астероиды». Планетами стали называть только «большие» тела, которые обращаются вокруг Солнца. Потребности в формальном определении планеты не было, поскольку, во-первых, между известными астероидами и планетами был резкий разрыв по размеру и, во-вторых, поток новых открытий планет, как казалось, иссяк с открытием Нептуна в 1846 году.

### XX век
К числу планет с конца 1800-х по 1930 год относили:
- Меркурий;
- Венера;
- Земля;
- Марс;
- Юпитер;
- Сатурн;
- Уран;
- Нептун.

В XX веке был открыт Плутон. Данные первых наблюдений указывали на то, что он крупнее Земли, и объект был немедленно воспринят как девятая планета.
Дальнейшие наблюдения показали, что Плутон гораздо меньше. В 1936 году Реймонд Литлтон предположил, что Плутон может быть сбежавшим спутником Нептуна, и в 1964 Фред Лоуренс Уиппл предположил, что Плутон — это комета. Однако поскольку Плутон крупнее всех известных тогда астероидов, он сохранял свой статус до 2006 года.
К числу планет с 1930 по 2006 год относили:
- Меркурий;
- Венера;
- Земля;
- Марс;
- Юпитер;
- Сатурн;
- Уран;
- Нептун;
- Плутон.

В 1992 году астрономы Александр Вольщан и Дейл Фрейл объявили об открытии планет вокруг пульсара, PSR B1257+12.
Как полагают, это было первым открытием планет у другой звезды. 6 октября 1995 года Мишель Мэор и Дидье Кьело из Женевского университета анонсировали первое открытие экзопланет у обыкновенной звезды главной последовательности — 51 Пегаса.
Открытие экзопланет породило новую неопределённость в определении планеты: отсутствие чёткой границы между планетами и звёздами. Многие известные экзопланеты по своей массе во много раз превосходят Юпитер, приближаясь к звёздным объектам, известным как «коричневые карлики».
Коричневые карлики обычно считаются звёздами, благодаря своей способности сжигать в термоядерной реакции дейтерий — тяжёлый изотоп водорода. Чтобы сжигать обычный водород, звезда должна иметь массу не меньше 75 масс Юпитера, а для горения дейтерия достаточно всего 13 масс Юпитера. Однако дейтерий — довольно редкий изотоп, и большинство коричневых карликов, вероятно, успело полностью израсходовать его задолго до своего открытия, и в результате их невозможно отличить от сверхмассивных планет.

### XXI век
К планетам с 2006 по настоящее время относят:
- Меркурий;
- Венера;
- Земля;
- Марс;
- Юпитер;
- Сатурн;
- Уран;
- Нептун.

С открытием во второй половине XX века большого количества разного рода объектов в пределах Солнечной системы и больших объектов около других звёзд начались диспуты о том, что следует считать планетой. Начались специфические споры относительно того, считать ли планетой объект, выделяющийся из основного «населения» пояса астероидов, или если он достаточно крупный для дейтериевого термоядерного синтеза.
В конце 1990-х — начале 2000-х было подтверждено существование в области орбиты Плутона пояса Койпера. Таким образом, было установлено, что Плутон является лишь одним из крупнейших объектов данного пояса, что заставило многих астрономов лишить его статуса планеты.
Немалое число других объектов того же пояса, например, Квавар, Седна и Эрида, были объявлены в массовой прессе десятой планетой, хотя и не получили широкого научного признания как таковые. Открытие Эриды в 2005 году, как считалось, более крупной и на 27 % более массивной, чем Плутон, создало потребность в официальном определении для планеты.
Признавая проблему, МАС приступил к разработке определения для планеты, что завершилось к 2006 году. Число планет Солнечной системы сократили до 8 крупных тел, обладающих «чистой» орбитой (Меркурий, Венера, Земля, Марс, Юпитер, Сатурн, Уран, Нептун). Кроме того, был выделен новый класс — карликовые планеты, в число которых включили три объекта (Церера, Плутон и Эрида).

#### Определение экзопланеты
В 2003 рабочая группа по экзопланетам Международного астрономического союза (МАС) определила следующие критерии различия между планетой и коричневым карликом:
- Объект с истинной массой ниже пороговой для термоядерной реакции дейтерия (ныне этот порог оценивают приблизительно в 13 масс Юпитера для объектов с такой же изотопной распространённостью, как и на Солнце)[124], обращающийся вокруг звезды или её останков — называется «планета» (независимо от происхождения). Требования к минимальной массе и размеру, предъявляемые к экзопланете, такие же, как и к планетам Солнечной системы.
- Объекты с массой выше предельной для термоядерной реакции дейтерия — «коричневые карлики» независимо от того, как они сформировались и где расположены.
- Объекты, находящиеся в «свободном плавании» в молодых звёздных кластерах с массами ниже необходимой для термоядерной реакции с участием дейтерия, — не «планеты», но «субкоричневые карлики».

Это определение стало популярным в среде астрономов и даже публиковалось в специализированных научных изданиях. Хотя это определение и временное, и служило лишь до тех пор, пока не было принято официальное, оно обрело популярность по той причине, что не затрагивает проблему определения нижней пороговой массы для планеты и этим помогает избежать противоречий касательно объектов Солнечной системы и, вместе с тем, не комментирует статус объектов, обращающихся вокруг коричневых карликов как, например, 2M1207 b.
Субкоричневый карлик — это объект с планетарной массой, сформировавшийся в ходе коллапса газового облака (а не в ходе аккреции, как обычные планеты). Это различие в формировании между субкоричневыми карликами и планетами не общепринято; астрономы делятся на два лагеря в вопросе о том, считать ли процесс формирования планет критерием для классификации.
Одна из причин разногласия состоит в том, что часто невозможно выяснить, как образовался объект: например, сформированная аккрецией планета может покинуть свою планетную систему и уйти в «свободное плавание», а самостоятельно сформировавшийся в звёздном скоплении по ходу коллапса газового облака субкоричневый карлик может быть захвачен на орбиту вокруг звезды.
Карликовые планеты:
- Церера;
- Плутон;
- Хаумеа;
- Макемаке;
- Эрида.

13 масс Юпитера — в некоторой мере условное значение. Резкой границы здесь нет — интенсивность горения растёт с массой звезды плавно. Кроме того, количество дейтерия, задействованного в реакциях, зависит не только от массы, но и от состава объекта — количества гелия и дейтерия.

#### Резолюция МАС 2006 года
Вопрос о нижнем пределе массы был поднят в 2006 на собрании Генеральной ассамблеи МАС. После дебатов и одного неудачного предложения ассамблея сошлась на мнении, что планетой является

Небесное тело,
(a) обращающееся по орбите вокруг Солнца,
(b) имеющее достаточную массу, чтобы под действием собственной гравитации прийти в состояние гидростатического равновесия (иметь близкую к сферической форму),
(c) расчистившее окрестности своей орбиты от иных объектов.

Согласно этому определению в Солнечной системе 8 планет. Тела, удовлетворяющие первым двум условиям, но не третьему (Плутон, Макемаке и Эрида), классифицируются как карликовые планеты, если они не являются спутниками какой-либо планеты. Первоначально же МАС предлагал определение, не включающее пункт (c), и потому планет сейчас могло бы быть больше. После долгих обсуждений путём голосования было решено, чтобы такие тела будут классифицированы как карликовые планеты.
Это определение базируется на теории планетарного формирования, по которой будущие планеты очищают космос вокруг себя от пыли, газа и более мелких тел. По словам астронома Стивена Сотера:

Конечный продукт вторичной дисковой аккреции — это небольшое количество относительно крупных тел (планет) с непересекающимися либо резонансными орбитами, что предотвращает столкновения между ними. Астероиды и кометы, включая объекты пояса Койпера, отличаются от планет тем, что могут столкнуться друг с другом или с планетами.

После голосования в 2006 году дебаты и споры не прекратились, и многие астрономы заявили, что они это определение использовать не будут. Часть споров сосредоточилась вокруг пункта (c) (чистая орбита), и что объекты, отнесённые к карликовым планетам, должны быть частью более широкого определения понятия «планета». Последующие конференции МАС, возможно, расширят текущее определение, включив в себя и определение экзопланеты.
Вне научного сообщества Плутон со времён своего открытия (1930 год) был широко известен как девятая планета. Открытие Эриды, освещённое в средствах массовой информации как открытие десятой планеты, и последующая переклассификация трёх объектов в карликовые планеты, привлекли внимание СМИ и общественности.

### Прежние классификации
| Тела   | Тела               | Тела                                                                                   | Тела                              | Примечания |
| Звезда | Карликовая планета | Астероид                                                                               | Спутник                           | Примечания |
| ------ | ------------------ | -------------------------------------------------------------------------------------- | --------------------------------- | --- |
| Солнце |                    |                                                                                        | Луна                              | Рассматривались в древности как планеты в соответствии с представлениями того времени.                                                                                      |
|        |                    |                                                                                        | Ио, Европа, Ганимед и Каллисто    | Четыре крупнейших спутника Юпитера, известные также как Галилеевы. Были упомянуты Галилео Галилеем как «планеты Медичи» в честь его патрона — семьи Медичи.                 |
|        |                    |                                                                                        | Титан , Япет и Рея, Тефия и Диона | Пять крупнейших спутников Сатурна, открытых Христианом Гюйгенсом и Джованни Доменико Кассини.                                                                               |
|        | Церера             | Паллада, Юнона и Веста                                                                 |                                   | Первые известные астероиды, открытые между 1801 и 1807 годами, до их переклассификации в 1850-х годах. Церера в 2006 году была переклассифицирована как карликовая планета. |
|        |                    | Астрея, Геба, Ирида, Флора, Метида, Гигея, Парфенопа, Виктория, Эгерия, Ирена, Эвномия |                                   | Астероиды, открытые между 1845 и 1851 годами. Быстрое увеличение числа планет вызвало потребность в переклассификации, которая состоялась в 1854 году.                      |
|        | Плутон             |                                                                                        |                                   | Первый транснептуновый объект (ТНО), открытый в 1930 году. В 2006 был лишён статуса планеты и получил статус карликовой планеты.                                            |

## Любительские наблюдения
Для того чтобы увидеть планеты, вовсе не обязательно иметь телескоп. Большинство планет Солнечной системы вплоть до Сатурна можно увидеть невооружённым глазом. Если наблюдатель намерен различить на поверхности планет наиболее значительные геологические или атмосферные структуры, то ему понадобится телескоп с оптикой хорошего качества и высоко-контрастный окуляр с минимумом линз — этим требованиям удовлетворяют схемы Плёссла, ортоскопические и моноцентрические окуляры, которые, помимо прочего, помогают избежать бликов. В большинстве случаев для наблюдений планет Солнечной системы хватит телескопа рефрактора-ахромата с апертурой в 150—200 мм. Немаловажно положение планеты на орбите: все планеты, кроме Меркурия и Венеры, лучше всего наблюдать в противостоянии. Желательно ясное, без дымки и смога, небо. Могут потребоваться различные светофильтры — для каждой планеты они особые.
Наиболее употребительными при планетных наблюдениях являются увеличения от 150 до 350—400 крат, при этом следует убедиться, что окуляр покрывает этот диапазон увеличений (по той причине что разрешающая способность глаза зависит от освещённости объекта, и установив увеличение, вдвое превышающее диаметр объектива телескопа в миллиметрах, яркость планетного диска упадёт настолько, что на нём исчезнут детали, отчётливо видимые с меньшим увеличением). При выборе объекта для наблюдений надо убедиться, что он поднялся хотя бы на 20° выше горизонта — иначе атмосферная турбулентность исказит и размоет изображение. Вместе с тем не рекомендуется наблюдать планеты из многоэтажных зданий или прямо из комнаты: в первом случае потоки тёплого воздуха идут вдоль стен дома (из открытых окон, и потому лучше наблюдать с балкона). А во втором случае поток тёплого воздуха, выходящий из вашей комнаты, будет смазывать «картинку».
Ниже приведены рекомендации по наблюдению отдельных планет Солнечной системы:

### Меркурий
Меркурий — трудный объект для наблюдений из-за близости к Солнцу. Тем не менее его можно в течение двух — трёх недель в году наблюдать утром или вечером примерно по полтора часа. Хотя в сумерках он виден на тёмном небе и легко заметен, в это время он находится низко над горизонтом. Эта проблема решается, если наблюдать его днём, но на дневном небе его намного труднее найти. Для того чтобы различить хоть какие-то детали поверхности, рекомендуется апертура телескопа не менее 100 мм. При условии спокойствия атмосферы самые крупные детали поверхности проявляются в виде размытых тёмных пятен. Для того чтобы планета лучше была видна на фоне неба в дневное время суток, и детали были видны более отчётливо, рекомендуется жёлтый фильтр.

### Венера
Планету можно наблюдать до четырёх часов в тёмное время суток. Примерно в течение полугодия планета видна утром или вечером, но огромная яркость делает возможным наблюдение её практически в течение всего года. Рекомендуемая апертура — 75 мм. Сама поверхность планеты скрыта под плотной облачностью; основной интерес представляет сама атмосфера и перемены в ней. Отражающая способность атмосферы Венера так велика, что для безопасных наблюдений рекомендуется применять «нейтральный» фильтр. А при применении синего или фиолетового фильтра неоднородности в облачном слое лучше заметны.

### Марс
Марс доступен для наблюдений в любое время года, но лучше всего его наблюдать в противостоянии, которое у него повторяется с периодом около 26 месяцев. Рекомендуемые апертуры:
- 75 мм: можно различить полярную шапку, крупную тёмную область Большой Сирт и тёмный пояс «морей» в Южном полушарии.
- 100 мм: станут заметны облачные образования на терминаторе и горах, неоднородности в светлых областях, многочисленные детали в морях.
- 150—200 мм: количество деталей заметно возрастёт, причём часть деталей, казавшихся в меньшие инструменты непрерывными, распадутся на множество более мелких. Для того, чтобы легче было различить тёмные детали поверхности, обычно применяется жёлто-оранжевый фильтр, а если цель наблюдений — полярная шапка и облачные образования, то голубой или зелёный[140].

### Юпитер
Юпитер также всегда можно найти на небе, а противостояния повторяются в среднем раз в 13 месяцев. Основной интерес при наблюдениях Юпитера представляет его атмосфера и погодные перемены в ней. При апертуре телескопа в 75 мм становятся видны три-четыре основные полосы облаков в атмосфере планеты, неровности в них, БКП, тени спутников при их прохождении. При увеличении апертуры инструмента до 100 мм становится видно уже 4-5 полосок в атмосфере и завихрения в них. При увеличении апертуры до 150—200 мм проявляются многочисленные полосы, завитки, фестоны и т. д. Число различимых деталей растёт пропорционально увеличению апертуры. Для повышения контраста при наблюдениях обычно используются голубые и жёлтые фильтры.

### Сатурн
Каждый год противостояние происходит на две недели позже, чем в предыдущий. Но, кроме изменений в склонении, другие перемены незаметны. В течение периода обращения Сатурна вокруг Солнца меняется угол раскрытия колец, дважды они видны с рёбра и дважды максимально раскрыты до угла в 27 градусов.
При апертуре инструмента в 100 мм видна более тёмная полярная шапка, тёмная полоса у тропика и тень колец на планете. При 150—200 мм станут заметны четыре-пять полос облаков в атмосфере и неоднородности в них, но их контраст будет заметно меньше, чем у юпитерианских. Для повышения контраста можно воспользоваться жёлтым фильтром. А знаменитые кольца Сатурна видны уже при 20-кратном увеличении. Телескопы с большой апертурой позволяют различить множество отдельных колец и промежутков между ними.

### Уран
Противостояния каждый год происходят на четыре-пять дней позже, чем в предыдущий, при этом возрастает склонение, и условия видимости для Северного полушария улучшаются (до 2030-х годов). При апертуре в 75 мм и при увеличении более 80 крат будет заметен маленький тусклый диск. При апертуре 300 мм станут заметны крайне малоконтрастные детали, но вероятность их наблюдения даже с таким инструментом довольно мала.

### Нептун
Противостояния каждый год происходят на два дня позже, чем в предыдущий, при этом возрастает склонение, и условия видимости для Северного полушария улучшаются (до 2060-х годов). Детали поверхности не видны, но при увеличении от 120 крат можно увидеть маленький диск планеты.

Некоторые планеты Солнечной системы в телескоп (в скобках указан диаметр объектива)
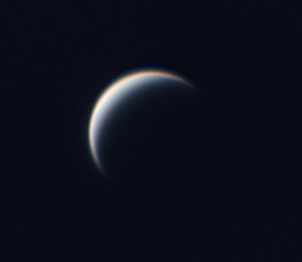
Венера (250 мм)
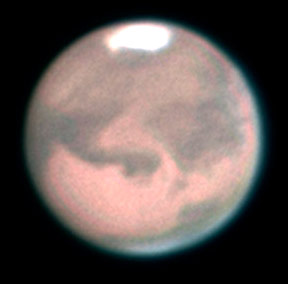
Марс (250 мм)
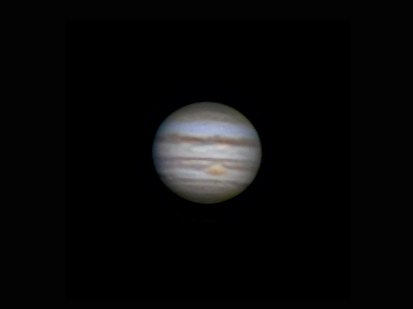
Юпитер (250 мм)
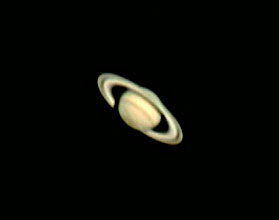
Сатурн
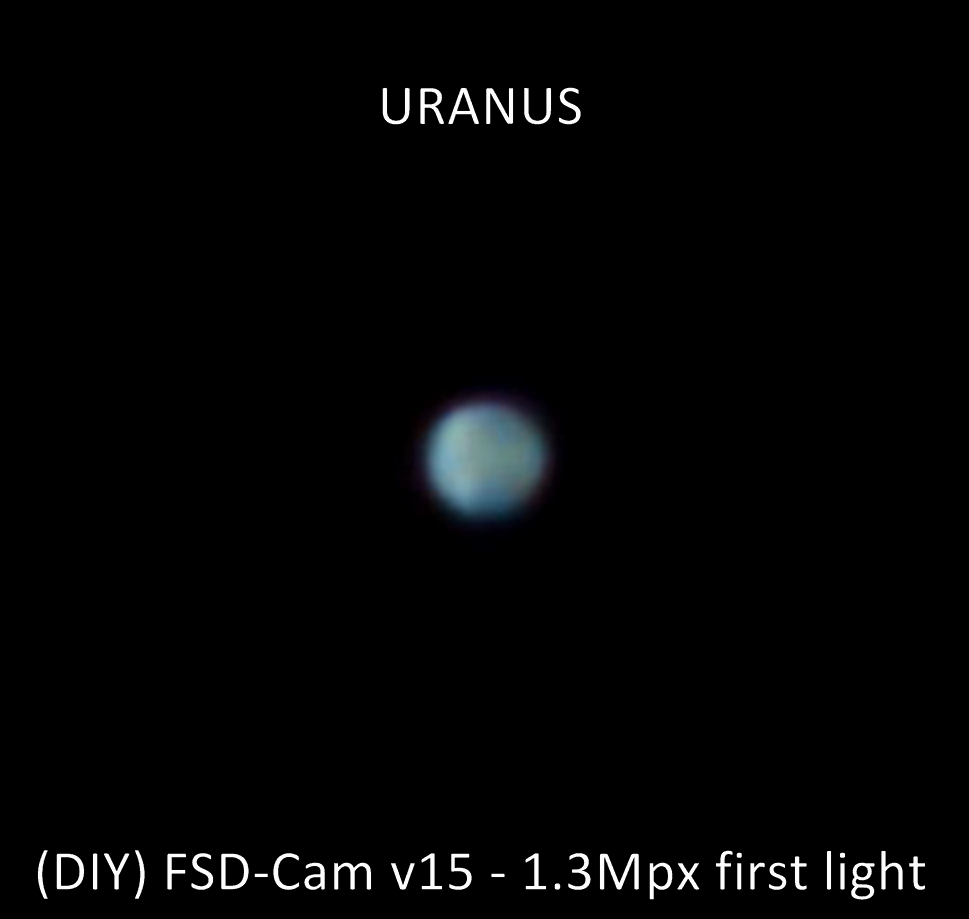
Уран

### Комментарии
1. ↑  Согласно определению термина «планета» 2006 года
2. ↑  Это определение есть компиляция из двух деклараций МАС; формального определения, согласованного союзом в 2006, и неформального «рабочего» определения от 2003 года. Определение 2006 года, хотя и официальное, применяется только к Солнечной системе, тогда как определение 2003 применяется и к планетам вокруг других звёзд. Проблему определения экзопланеты сочли очень сложной для обсуждения на конференции МАС в 2006 году.
3. 1 2 3 4  Относительно Земли.
4. ↑  У Сатурна спутников известно больше, чем у любой другой планеты Солнечной системы (146)[47]
5. ↑  Упоминаются Гюйгенсом как Planetes novus («Новая планета») в его труде «Systema Saturnium».
6. ↑  Оба упоминаются как nouvelles planètes (новые планеты) Кассини в его труде «Découverte de deux nouvelles planetes autour de Saturne».
7. ↑  Оба упоминаются как «планеты» в труде Кассини «An Extract of the Journal Des Scavans of April 22 st. N. 1686. Giving an account of two new Satellites of Saturn, discovered lately by Mr. Cassini at Royal Observatory at Paris» (Philosophical Transactions. — 1686—1692. — Vol. 16. — Pp. 79—85). Термин «спутник», однако, уже начал использоваться к тому времени чтобы отличить такие тела от тех, вокруг которых они обращались.
8. ↑  Переклассифицирована в карликовую планету в 2006 году.
9. ↑  Классифицировался как планета, начиная с его открытия в 1930 году, вплоть до переклассификации в транснептуновую карликовую планету в августе 2006 года.

### Сноски
1. 1 2  IAU 2006 General Assembly: Result of the IAU Resolution votes. International Astronomical Union (2006). Дата обращения: 30 декабря 2009. Архивировано из оригинала 4 июля 2012 года.
2. ↑  Working Group on Extrasolar Planets (WGESP) of the International Astronomical Union. IAU (2001). Дата обращения: 23 августа 2008. Архивировано из оригинала 4 июля 2012 года.
3. ↑  Гигин. Астрономия Архивная копия от 28 июля 2019 на Wayback Machine II 42 Архивная копия от 28 июля 2019 на Wayback Machine, 1
4. ↑  The Extrasolar Planet Encyclopaedia — Catalog Listing. exoplanet.eu. Дата обращения: 16 июня 2022. Архивировано 5 июля 2012 года.
5. 1 2 3 4 5  Jean Schneider. The Extrasolar Planet Encyclopaedia — Catalog Listing (англ.). The Extrasolar Planets Encyclopaedia (27 января 2015). Дата обращения: 23 апреля 2014. Архивировано 28 января 2015 года.
6. ↑  Kennedy, Barbara (11 февраля 2005). Scientists reveal smallest extra-solar planet yet found. SpaceFlight Now. Архивировано 9 мая 2008. Дата обращения: 23 августа 2008.
7. ↑  Santos, N.; Bouchy, F.; Vauclair, S.; Queloz, D.; Mayor, M. (25 августа 2004). Fourteen Times the Earth. European Southern Observatory (Press Release). Архивировано 7 июня 2007. Дата обращения: 23 августа 2008.{{cite news}}:  Википедия:Обслуживание CS1 (множественные имена: authors list) (ссылка)
8. ↑  Trio of Neptunes. Astrobiology Magazine. 21 мая 2006. Архивировано 29 сентября 2007. Дата обращения: 23 августа 2008.
9. ↑  Star: Gliese 876. Extrasolar planet Encyclopedia. Дата обращения: 1 февраля 2008. Архивировано из оригинала 4 июля 2012 года.
10. ↑  Small Planet Discovered Orbiting Small Star. ScienceDaily (2008). Дата обращения: 6 июня 2008. Архивировано 4 июля 2012 года.
11. ↑  Beaulieu, J.-P.; D. P. Bennett; P. Fouqué; A. Williams; et al. Discovery of a Cool Planet of 5.5 Earth Masses Through Gravitational Microlensing (англ.) // Nature : journal. — 2006. — 26 January (vol. 439, no. 7075). — P. 437—440. — ISSN 0028-0836. — doi:10.1038/nature04441. — PMID 16437108. Архивировано 9 июня 2017 года.
12. ↑  COROT discovers smallest exoplanet yet, with a surface to walk on. European Space Agency (3 февраля 2009). Дата обращения: 28 февраля 2010. Архивировано 25 марта 2012 года.
13. ↑  Gliese 581 d. The Extrasolar Planets Encyclopedia. Дата обращения: 13 сентября 2008. Архивировано из оригинала 4 июля 2012 года.
14. ↑  New 'super-Earth' found in space. BBC News. 25 апреля 2007. Архивировано 10 ноября 2012. Дата обращения: 23 августа 2008.
15. ↑  von Bloh et al. The Habitability of Super-Earths in Gliese 581 (англ.) // Astronomy and Astrophysics. — EDP Sciences, 2007. — Vol. 476, no. 3. — P. 1365—1371. — doi:10.1051/0004-6361:20077939. Архивировано 3 сентября 2017 года.
16. ↑  Lecavelier des Etangs, A.; Vidal-Madjar, A.; McConnell, J. C.; Hébrard, G. Atmospheric escape from hot Jupiters (англ.) // Astronomy and Astrophysics : journal. — 2004. — Vol. 418. — P. L1—L4. — doi:10.1051/0004-6361:20040106. Архивировано 7 января 2019 года.
17. ↑  Thompson, Tabatha (21 февраля 2007). NASA's Spitzer First To Crack Open Light of Faraway Worlds. Jet Propulsion Laboratory, California Institute of Technology (Press Release). Архивировано 15 октября 2007. Дата обращения: 23 августа 2008. {{cite news}}: Неизвестный параметр |coauthors= игнорируется (|author= предлагается) (справка)
18. ↑  Richardson, L. Jeremy; Deming, Drake; Horning, Karen; Seager, Sara; Harrington, Joseph. A spectrum of an extrasolar planet (англ.) // Nature. — 2007. — Vol. 445, no. 7130. — P. 892. — doi:10.1038/nature05636. — PMID 17314975. Архивировано 30 июня 2009 года.
19. ↑  Drake, Frank (29 сентября 2003). The Drake Equation Revisited. Astrobiology Magazine. Архивировано 7 февраля 2009. Дата обращения: 23 августа 2008.
20. ↑  Lissauer, J. J. Timescales for Planetary Accretion and the Structure of the Protoplanetary disk (англ.) // Icarus : journal. — Elsevier, 1987. — Vol. 69. — P. 249—265. — doi:10.1016/0019-1035(87)90104-7.
21. 1 2  Luhman, K. L.; Adame, Lucía; D'Alessio, Paola; Calvet, Nuria. Discovery of a Planetary-Mass Brown Dwarf with a Circumstellar Disk (англ.) // The Astrophysical Journal : journal. — IOP Publishing, 2005. — Vol. 635. — P. L93. — doi:10.1086/498868.
22. ↑  Clavin, Whitney. A Planet with Planets? Spitzer Finds Cosmic Oddball. Spitzer Space Telescope Newsroom (9 ноября 2005). Дата обращения: 18 ноября 2009. Архивировано 11 июля 2007 года.
23. ↑  Close, Laird M. et al. The Wide Brown Dwarf Binary Oph 1622–2405 and Discovery of A Wide, Low Mass Binary in Ophiuchus (Oph 1623–2402): A New Class of Young Evaporating Wide Binaries? (англ.) // The Astrophysical Journal : journal. — IOP Publishing, 2007. — Vol. 660. — P. 1492. — doi:10.1086/513417.
24. ↑  Luhman, K. L.; Allers, K. N.; Jaffe, D. T.; Cushing, M. C.; Williams, K. A.; Slesnick, C. L.; Vacca, W. D. Ophiuchus 1622–2405: Not a Planetary-Mass Binary (англ.) // The Astrophysical Journal : journal. — IOP Publishing, 2007. — April (vol. 659, no. 2). — P. 1629—1636. — doi:10.1086/512539.
25. ↑  Britt, Robert Roy. Likely First Photo of Planet Beyond the Solar System. Space.com (10 сентября 2004). Дата обращения: 23 августа 2008. Архивировано 4 июля 2012 года.
26. ↑  Should Large Moons Be Called 'Satellite Planets'? Дата обращения: 23 ноября 2010. Архивировано 5 мая 2012 года.
27. ↑  В. Г. Сурдин, «Разведка далёких планет»
28. ↑  D. R. Anderson et al.. WASP-17b: an ultra-low density planet in a probable retrograde orbit. Cornell University Library. Дата обращения: 13 августа 2009. Архивировано 23 августа 2014 года.
29. 1 2 3 4 5  Young, Charles Augustus. Manual of Astronomy: A Text Book. — Ginn & company, 1902. — С. 324—327.
30. ↑  Dvorak, R.; Kurths, J.; Freistetter, F. Chaos And Stability in Planetary Systems. — New York: Springer[англ.], 2005. — ISBN 3540282084.
31. ↑  Moorhead, Althea V.; Adams, Fred C. Eccentricity evolution of giant planet orbits due to circumstellar disk torques (англ.) // Icarus : journal. — Elsevier, 2008. — Vol. 193. — P. 475. — doi:10.1016/j.icarus.2007.07.009.
32. ↑  Planets – Kuiper Belt Objects. The Astrophysics Spectator (15 декабря 2004). Дата обращения: 23 августа 2008. Архивировано из оригинала 4 июля 2012 года.
33. ↑  Точнее, орбиту барицентра системы Земля-Луна
34. ↑  Tatum, J. B. 17. Visual binary stars // Celestial Mechanics. — Personal web page, 2007. Архивировано 6 июля 2007 года.
35. ↑  Trujillo, Chadwick A.; Brown, Michael E. A Correlation between Inclination and Color in the Classical Kuiper Belt (англ.) // The Astrophysical Journal : journal. — IOP Publishing, 2002. — Vol. 566. — P. L125. — doi:10.1086/339437. Архивировано 3 ноября 2013 года.
36. 1 2  Harvey, Samantha. Weather, Weather, Everywhere? NASA (1 мая 2006). Дата обращения: 23 августа 2008. Архивировано 4 июля 2012 года.
37. ↑  Winn, Joshua N.; Holman, Matthew J. Obliquity Tides on Hot Jupiters (англ.) // The Astrophysical Journal : journal. — IOP Publishing, 2005. — Vol. 628. — P. L159. — doi:10.1086/432834.
38. ↑  Goldstein, R. M.; Carpenter, R. L. Rotation of Venus: Period Estimated from Radar Measurements (англ.) // Science : journal. — 1963. — Vol. 139, no. 3558. — P. 910. — doi:10.1126/science.139.3558.910. — PMID 17743054.
39. ↑  Belton, M. J. S.; Terrile R. J.: .  Bergstralh, J. T.: Uranus and Neptune 327 (1984). Дата обращения: 2 февраля 2008. Архивировано 4 июля 2012 года.
40. ↑  Borgia, Michael P. The Outer Worlds; Uranus, Neptune, Pluto, and Beyond (англ.). — Springer New York, 2006. — P. 195—206.
41. ↑  Lissauer, Jack J. Planet formation (англ.) // Annual review of astronomy and astrophysics[англ.] : journal. — 1993. — Vol. 31 (A94—12726 02—90). — P. 129—174. — doi:10.1146/annurev.aa.31.090193.001021. — Bibcode: 1993ARA&A..31..129L.
42. ↑  Strobel, Nick. Planet tables. astronomynotes.com. Дата обращения: 1 февраля 2008. Архивировано из оригинала 4 июля 2012 года.
43. ↑  Zarka, Philippe; Treumann, Rudolf A.; Ryabov, Boris P.; Ryabov, Vladimir B. Magnetically-Driven Planetary Radio Emissions and Application to Extrasolar Planets (англ.) // Astrophysics & Space Science[англ.] : journal. — 2001. — Vol. 277. — P. 293. — doi:10.1023/A:1012221527425.
44. ↑  Faber, Peter; Quillen, Alice C. The Total Number of Giant Planets in Debris Disks with Central Clearings. Department of Physics and Astronomy, University of Rochester (12 июля 2007). Дата обращения: 23 августа 2008. Архивировано 15 ноября 2018 года.
45. ↑  Некоторые крупные ТНО пока не получили статус карликовой планеты, но претендуют на него
46. ↑  Amburn, Brad. Behind the Pluto Mission: An Interview with Project Leader Alan Stern. Space.com (28 февраля 2006). Дата обращения: 23 августа 2008. Архивировано 4 июля 2012 года.
47. ↑  Scott S. Sheppard. The Jupiter Satellite Page (Now Also The Giant Planet Satellite and Moon Page). Carnegie Institution for Science. Дата обращения: 3 ноября 2014. Архивировано 4 июля 2012 года.
48. ↑  Кравчук П. А. Рекорды природы. — Любешов: Эрудит, 1993. — 216 с. — 60 000 экз. — ISBN 5-7707-2044-1.
49. ↑  Hamilton, Calvin J. Neptune. Views of the Solar System (4 августа 2001). Дата обращения: 4 апреля 2020. Архивировано 18 мая 2019 года.
50. ↑  Hoskin, Michael. Bodes' Law and the Discovery of Ceres. Observatorio Astronomico di Palermo "Giuseppe S. Vaiana" (26 июня 1992). Дата обращения: 4 апреля 2020. Архивировано из оригинала 4 июля 2012 года.
51. ↑  Croswell, 1997, p. 52.
52. ↑  IAUC 8577: 2003 EL_61, 2003 UB_313,, 2005 FY_9; C/2005 N6. International Astronomical Union (29 июля 2005). Дата обращения: 4 апреля 2020. Архивировано 20 мая 2012 года.
53. ↑  Michael E. Brown. The electronic trail of the discovery of 2003 EL61. Caltech. Дата обращения: 4 апреля 2020. Архивировано 20 мая 2012 года.
54. ↑  MPEC 2005-O42. International Astronomical Union (29 июля 2005). Дата обращения: 4 апреля 2020. Архивировано 11 февраля 2012 года.
55. ↑  Brown M. The discovery of 2003 UB313 Eris, the 10th planet largest known dwarf planet (2006). Дата обращения: 4 апреля 2020. Архивировано 19 июля 2011 года.
56. ↑  Tristan Guillot, Daniel Gautier. Giant Planets (англ.). — 10 Dec 2009. Архивировано 28 июня 2018 года.
57. 1 2 3 4  Christoph Mordasini, Hubert Klahr, Yann Alibert, Willy Benz, Kai-Martin Dittkrist. Theory of planet formation. — 2010. — Bibcode: 2010arXiv1012.5281M. Архивировано 21 ноября 2017 года.
58. ↑  Dutkevitch, Diane. The Evolution of Dust in the Terrestrial Planet Region of Circumstellar Disks Around Young Stars. Ph. D. thesis, University of Massachusetts Amherst (1995). Дата обращения: 23 августа 2008. Архивировано 25 ноября 2007 года. (Astrophysics Data System entry Архивная копия от 3 ноября 2013 на Wayback Machine)
59. 1 2 3  Kivelson, Margaret Galland; Bagenal, Fran. Planetary Magnetospheres // Encyclopedia of the Solar System / Lucyann Mcfadden, Paul Weissman, Torrence Johnson. — Academic Press, 2007. — С. 519. — ISBN 9780120885893.
60. ↑  Gefter, Amanda. Magnetic planet. Astronomy (17 января 2004). Дата обращения: 29 января 2008. Архивировано 4 июля 2012 года.
61. ↑  Sheppard, Scott S.; Jewitt, David; Kleyna, Jan. An Ultradeep Survey for Irregular Satellites of Uranus: Limits to Completeness (англ.) // The Astronomical Journal : journal. — IOP Publishing, 2005. — Vol. 129. — P. 518—525. — doi:10.1086/426329.
62. ↑  Zeilik, Michael A.; Gregory, Stephan A. Introductory Astronomy & Astrophysics. — 4th. — Saunders College Publishing[англ.], 1998. — С. 67. — ISBN 0030062284.
63. ↑  Hunten D. M., Shemansky D. E., Morgan T. H. (1988), The Mercury atmosphere, In: Mercury (A89-43751 19-91). University of Arizona Press, pp. 562—612
64. 1 2  Knutson, Heather A.; Charbonneau, David; Allen, Lori E.; Fortney, Jonathan J. A map of the day-night contrast of the extrasolar planet HD 189733b (англ.) // Nature : journal. — 2007. — Vol. 447. — P. 183. — doi:10.1038/nature05782.
65. ↑  Weaver, D.; Villard, R. Hubble Probes Layer-cake Structure of Alien World's Atmosphere. University of Arizona, Lunar and Planetary Laboratory (Press Release) (31 января 2007). Дата обращения: 23 августа 2008. Архивировано 4 июля 2012 года.
66. ↑  Ballester, Gilda E.; Sing, David K.; Herbert, Floyd. The signature of hot hydrogen in the atmosphere of the extrasolar planet HD 209458b (англ.) // Nature : journal. — 2007. — Vol. 445. — P. 511. — doi:10.1038/nature05525.
67. ↑  Harrington, Jason; Hansen, Brad M.; Luszcz, Statia H.; Seager, Sara. The phase-dependent infrared brightness of the extrasolar planet Andromeda b (англ.) // Science : journal. — 2006. — Vol. 314. — P. 623. — doi:10.1126/science.1133904. — PMID 17038587.
68. ↑  Черепащук А. М. — Обратные задачи в астрофизике
69. ↑  Браун, Майкл. The Dwarf Planets. California Institute of Technology (2006). Дата обращения: 1 февраля 2008. Архивировано 12 февраля 2011 года.
70. 1 2  Planetary Interiors. Department of Physics, University of Oregon. Дата обращения: 23 августа 2008. Архивировано из оригинала 4 июля 2012 года.
71. ↑  Elkins-Tanton, Linda T. Jupiter and Saturn. — New York: Chelsea House[англ.], 2006. — ISBN 0-8160-5196-8.
72. ↑  Podolak, M.; Weizman, A.; Marley, M. Comparative model of Uranus and Neptune (англ.) // Planet. Space Sci. : journal. — 1995. — Vol. 43, no. 12. — P. 1517—1522. — doi:10.1016/0032-0633(95)00061-5. Архивировано 11 октября 2007 года.
73. ↑  Grasset, O.; Sotin C.; Deschamps F. On the internal structure and dynamic of Titan (англ.) // Planetary and Space Science : journal. — 2000. — Vol. 48. — P. 617—636. — doi:10.1016/S0032-0633(00)00039-8.
74. ↑  Fortes, A. D. Exobiological implications of a possible ammonia-water ocean inside Titan (англ.) // Icarus : journal. — Elsevier, 2000. — Vol. 146, no. 2. — P. 444—452. — doi:10.1006/icar.2000.6400.
75. ↑  Jones, Nicola (11 декабря 2001). Bacterial explanation for Europa's rosy glow. New Scientist Print Edition. Архивировано 10 апреля 2008. Дата обращения: 23 августа 2008.
76. ↑  Molnar, L. A.; Dunn, D. E. On the Formation of Planetary Rings (англ.) // Bulletin of the American Astronomical Society[англ.] : journal. — 1996. — Vol. 28. — P. 77—115. Архивировано 19 декабря 2007 года.
77. ↑  Thérèse, Encrenaz. The Solar System. — Third. — Springer[англ.], 2004. — С. 388—390. — ISBN 3540002413.
78. ↑  H. G. Liddell and R. Scott, A Greek-English Lexicon, ninth edition, (Oxford: Clarendon Press, 1940).
79. ↑  Definition of planet. Merriam-Webster OnLine. Дата обращения: 23 июля 2007. Архивировано 4 июля 2012 года.
80. 1 2  planet, n. Oxford English Dictionary (December 2007). Дата обращения: 7 февраля 2008. Архивировано 4 июля 2012 года. Note: select the Etymology tab
81. ↑  Neugebauer, Otto E. The History of Ancient Astronomy Problems and Methods (англ.) // Journal of Near Eastern Studies[англ.] : journal. — 1945. — Vol. 4, no. 1. — P. 1—38. — doi:10.1086/370729.
82. ↑  Ronan, Colin. Astronomy Before the Telescope // Astronomy in China, Korea and Japan. — Walker. — С. 264—265.
83. ↑  Kuhn, Thomas S. The Copernican Revolution. — Harvard University Press, 1957. — С. 5—20. — ISBN 0674171039.
84. ↑  Kasak, Enn; Veede, Raul. Understanding Planets in Ancient Mesopotamia // Electronic Journal of Folklore  / Mare Kõiva and Andres Kuperjanov. — Estonian Literary Museum, 2001. — Т. 16. — С. 7—35. — ISSN 1406-0957. Архивировано 4 февраля 2019 года.
85. ↑  A. Sachs. Babylonian Observational Astronomy // Philosophical Transactions of the Royal Society. — Royal Society, 1974. — 2 мая (т. 276, № 1257). — С. 43—50 [45 & 48—9]. — JSTOR 74273. Архивировано 7 октября 2023 года.
86. 1 2 3  Evans, James. The History and Practice of Ancient Astronomy (англ.). — Oxford University Press, 1998. — P. 296—297. — ISBN 9780195095395.
87. ↑  Holden, James Herschel. A History of Horoscopic Astrology. — AFA, 1996. — С. 1. — ISBN 978-0866904636.
88. ↑  Astrological reports to Assyrian kings / Hermann Hunger. — Helsinki University Press, 1992. — Т. 8. — (State Archives of Assyria). — ISBN 951-570-130-9.
89. ↑  Lambert, W. G.; Reiner, Erica. Babylonian Planetary Omens. Part One. Enuma Anu Enlil, Tablet 63: The Venus Tablet of Ammisaduqa (англ.) // Journal of the American Oriental Society[англ.] : journal. — 1987. — Vol. 107, no. 1. — P. 93. — doi:10.2307/602955. Архивировано 12 февраля 2022 года.
90. ↑  Ross, Kelley L. The Days of the Week. The Friesian School (2005). Дата обращения: 23 августа 2008. Архивировано 4 июля 2012 года.
91. ↑  Планеты Архивная копия от 21 апреля 2013 на Wayback Machine // astrologic.chat.ru
92. ↑  Peter Appian. Cosmographia (Antwerp, 1539); Grant, Edward. Celestial Orbs in the Latin Middle Ages // Isis. — 1987. — Июнь (т. 78, № 2). — С. 153—173. — ISSN 0021-1753. — JSTOR 231520. Архивировано 27 июля 2023 года.
93. ↑  Theoi Project: Astra Planeta. Дата обращения: 10 мая 2022. Архивировано 7 ноября 2021 года.
94. ↑  Cochrane, Ev. Martian Metamorphoses: The Planet Mars in Ancient Myth and Tradition (англ.). — Aeon Press[англ.], 1997. — ISBN 0965622908.
95. ↑  Zerubavel, Eviatar. The Seven Day Circle: The History and Meaning of the Week (англ.). — University of Chicago Press, 1989. — P. 14. — ISBN 0226981657.
96. 1 2  Falk, Michael. Astronomical Names for the Days of the Week // Journal of the Royal Astronomical Society of Canada[англ.]. — 1999. — Т. 93. — С. 122—133. Архивировано 9 февраля 2016 года.
97. ↑  Burnet, John. Greek philosophy: Thales to Plato. — Macmillan and Co., 1950. — С. 7—11. — ISBN 9781406766011.
98. 1 2  Goldstein, Bernard R. Saving the phenomena: the background to Ptolemy's planetary theory (англ.) // Journal for the History of Astronomy : journal. — Cambridge (UK), 1997. — Vol. 28, no. 1. — P. 1—12. Архивировано 15 января 2008 года.
99. ↑  Ptolemy; Toomer, G. J. Ptolemy's Almagest. — Princeton University Press, 1998. — ISBN 9780691002606.
100. ↑  J. J. O’Connor and E. F. Robertson, Aryabhata the Elder Архивная копия от 19 октября 2012 на Wayback Machine, MacTutor History of Mathematics archive
101. ↑  Hayashi (2008), Aryabhata I
102. ↑  Sarma (2008), Astronomy in India
103. 1 2  Joseph, 408
104. 1 2  Ramasubramanian, K. Model of planetary motion in the works of Kerala astronomers (англ.) // Bulletin of the Astronomical Society of India[англ.] : journal. — Vol. 26. — P. 11—31 [23—4]. — Bibcode: 1998BASI...26...11R. Архивировано 9 октября 2017 года.
105. ↑  Ramasubramanian etc. (1994)
106. ↑  Sally P. Ragep (2007). Ibn Sīnā: Abū ʿAlī al‐Ḥusayn ibn ʿAbdallāh ibn Sīnā. In Thomas Hockey (ed.). The Biographical Encyclopedia of Astronomers. Springer Science+Business Media. pp. 570–572.
107. ↑  S. M. Razaullah Ansari. History of oriental astronomy: proceedings of the joint discussion-17 at the 23rd General Assembly of the International Astronomical Union, organised by the Commission 41 (History of Astronomy), held in Kyoto, August 25–26, 1997 (англ.). — Springer, 2002. — P. 137. — ISBN 1402006578.
108. ↑  Словарь русского языка XI—XVII вв. Выпуск 15 / Гл. ред. Г. А. Богатова. — М.: Наука, 1989. — С. 72.
109. ↑  Van Helden, Al. Copernican System. The Galileo Project (1995). Дата обращения: 28 января 2008. Архивировано 4 июля 2012 года.
110. ↑  Harper, Douglas. Etymology of "terrain". Online Etymology Dictionary (сентябрь 2001). Дата обращения: 30 января 2008. Архивировано 4 июля 2012 года.
111. ↑  Harper, Douglas. Earth. Online Etymology Dictionary (сентябрь 2001). Дата обращения: 23 августа 2008. Архивировано 22 августа 2011 года.
112. ↑  Cassini, Signor. A Discovery of two New Planets about Saturn, made in the Royal Parisian Observatory by Signor Cassini, Fellow of both the Royal Societys, of England and France; English't out of French. (англ.) // Philosophical Transactions (1665–1678) : journal. — 1673. — Vol. 8. — P. 5178—5185. — doi:10.1098/rstl.1673.0003. Note: This journal became the Philosophical Transactions of the Royal Society of London in 1775. There may just be earlier publications within the Journal des sçavans.
113. ↑  Hilton, James L. When Did the Asteroids Become Minor Planets? U. S. Naval Observatory (17 сентября 2001). Дата обращения: 8 апреля 2007. Архивировано 21 сентября 2007 года.
114. ↑  Croswell K. Planet Quest: The Epic Discovery of Alien Solar Systems (англ.). — The Free Press, 1997. — P. 57. — ISBN 978-0684832524.
115. ↑  Lyttleton, Raymond A. On the possible results of an encounter of Pluto with the Neptunian system (англ.) // Monthly Notices of the Royal Astronomical Society : journal. — Oxford University Press, 1936. — Vol. 97. — P. 108. Архивировано 3 ноября 2013 года.
116. ↑  Whipple, Fred. The History of the Solar System (англ.) // Proceedings of the National Academy of Sciences of the United States of America : journal. — 1964. — Vol. 52, no. 2. — P. 565—594. — doi:10.1073/pnas.52.2.565. — PMID 16591209. — PMC 300311. Архивировано 3 ноября 2013 года.
117. ↑  Luu, Jane X.; Jewitt, David C. The Kuiper Belt (англ.) // Scientific American. — Springer Nature, 1996. — May (vol. 274, no. 5). — P. 46—52. — doi:10.1038/scientificamerican0596-46.
118. ↑  Wolszczan, A.; Frail, D. A. A planetary system around the millisecond pulsar PSR1257+12 (англ.) // Nature : journal. — 1992. — Vol. 355. — P. 145—147. — doi:10.1038/355145a0. Архивировано 23 октября 2006 года.
119. ↑  Mayor, Michel; Queloz, Didier. A Jupiter-mass companion to a solar-type star (англ.) // Nature. — 1995. — Vol. 378. — P. 355—359. — doi:10.1038/355145a0.
120. ↑  IAU General Assembly: Definition of Planet debate (.wmv). MediaStream.cz (2006). Дата обращения: 23 августа 2008. Архивировано из оригинала 26 января 2013 года.
121. ↑  Basri, Gibor. Observations of Brown Dwarfs (англ.) // Annual Review of Astronomy and Astrophysics[англ.] : journal. — 2000. — Vol. 38. — P. 485. — doi:10.1146/annurev.astro.38.1.485.
122. ↑  Green, D. W. E. IAU Circular No. 8747. (134340) Pluto, (136199) Eris, and (136199) Eris I (Dysnomia) (англ.) : journal. — Central Bureau for Astronomical Telegrams, International Astronomical Union, 2006. — 13 September. Архивировано 24 июня 2008 года.
123. ↑  Working Group on Extrasolar Planets (WGESP) of the International Astronomical Union. IAU (2001). Дата обращения: 23 августа 2008. Архивировано из оригинала 4 июля 2012 года.
124. ↑  Saumon, D.; Hubbard, W. B.; Burrows, A.; Guillot, T.; Lunine, J. I.; Chabrier, G. A Theory of Extrasolar Giant Planets (англ.) // The Astrophysical Journal : journal. — IOP Publishing, 1996. — Vol. 460. — P. 993—1018. — doi:10.1086/177027. Архивировано 19 декабря 2007 года.
125. ↑  See for example the list of references for: Butler, R. P. et al.. Catalog of Nearby Exoplanets. University of California and the Carnegie Institution (2006). Дата обращения: 23 августа 2008. Архивировано 4 июля 2012 года.
126. ↑  Stern, S. Alan (22 марта 2004). Gravity Rules: The Nature and Meaning of Planethood. SpaceDaily. Архивировано 4 ноября 2012. Дата обращения: 23 августа 2008.
127. ↑  R. R. Britt. Whitney Clavin. A Planet With Planets? Spitzer Finds Cosmic Oddball. NASA (29 ноября 2005). Дата обращения: 26 марта 2006. Архивировано 4 июля 2012 года.
128. ↑  What is a Planet? Debate Forces New Definition, 2 November 2000
129. ↑  The Deuterium-Burning Mass Limit for Brown Dwarfs and Giant Planets Архивная копия от 27 июля 2020 на Wayback Machine, David S. Spiegel, Adam Burrows, John A. Milsom
130. ↑  Staff. IAU 2006 General Assembly: Result of the IAU resolution votes. IAU (2006). Дата обращения: 11 мая 2007. Архивировано из оригинала 4 июля 2012 года.
131. ↑  Rincon, Paul (16 августа 2006). Planets plan boosts tally 12. BBC. Архивировано 2 марта 2007. Дата обращения: 23 августа 2008.
132. ↑  Pluto loses status as a planet. BBC. 24 августа 2006. Архивировано 30 мая 2012. Дата обращения: 23 августа 2008.
133. ↑  Soter, Steven. What is a Planet (англ.) // Astronomical Journal : journal. — 2006. — Vol. 132, no. 6. — P. 2513—2519. — doi:10.1086/508861.
134. ↑  Rincon, Paul (25 августа 2006). Pluto vote 'hijacked' in revolt. BBC. Архивировано 23 июля 2011. Дата обращения: 23 августа 2008.
135. ↑  Britt, Robert Roy. Pluto Demoted: No Longer a Planet in Highly Controversial Definition. Space.com (24 августа 2006). Дата обращения: 23 августа 2008. Архивировано 4 июля 2012 года.
136. ↑  Britt, Robert Roy. Pluto: Down But Maybe Not Out. Space.com (31 августа 2006). Дата обращения: 23 августа 2008. Архивировано 4 июля 2012 года.
137. ↑  Moskowitz, Clara (18 октября 2006). Scientist who found '10th planet' discusses downgrading of Pluto. Stanford news. Архивировано 13 мая 2013. Дата обращения: 23 августа 2008.
138. ↑  The Planet Hygea. spaceweather.com (1849). Дата обращения: 18 апреля 2008. Архивировано 4 июля 2012 года.
139. ↑  Hilton, James L. When did asteroids become minor planets? U.S. Naval Observatory. Дата обращения: 8 мая 2008. Архивировано 24 марта 2008 года.
140. 1 2 3 4 5 6 7 8 9 10  Любительские наблюдения планет — стр. 1 — Астрономические наблюдения. Дата обращения: 7 июля 2020. Архивировано 11 августа 2020 года.